# Liste der Kulturdenkmale in Engelsdorf (Leipzig)
Die Liste der Kulturdenkmale in Engelsdorf (Leipzig) enthält die Kulturdenkmale des Leipziger Stadtteils Engelsdorf, die in der Denkmalliste vom Landesamt für Denkmalpflege Sachsen mit Stand 2017 erfasst wurden.

## Legende
- Bild: Bild des Kulturdenkmals, ggf. zusätzlich mit einem Link zu weiteren Fotos des Kulturdenkmals im Medienarchiv Wikimedia Commons. Wenn man auf das Kamerasymbol klickt, können Fotos zu Kulturdenkmalen aus dieser Liste hochgeladen werden:
- Bezeichnung: Denkmalgeschützte Objekte und ggf. Bauwerksname des Kulturdenkmals
- Lage: Straßenname und Hausnummer oder Flurstücknummer des Kulturdenkmals. Die Grundsortierung der Liste erfolgt nach dieser Adresse. Der Link (Karte) führt zu verschiedenen Kartendiensten mit der Position des Kulturdenkmals. Fehlt dieser Link, wurden die Koordinaten noch nicht eingetragen. Sind diese bekannt, können sie über ein Tool mit einer Kartenansicht einfach nachgetragen werden. In dieser Kartenansicht sind Kulturdenkmale ohne Koordinaten mit einem roten bzw. orangen Marker dargestellt und können durch Verschieben auf die richtige Position in der Karte mit Koordinaten versehen werden. Kulturdenkmale ohne Bild sind an einem blauen bzw. roten Marker erkennbar.
- Datierung: Baubeginn, Fertigstellung, Datum der Erstnennung oder grobe zeitliche Einordnung entsprechend des Eintrags in der sächsischen Denkmaldatenbank
- Beschreibung: Kurzcharakteristik des Kulturdenkmals entsprechend des Eintrags in der sächsischen Denkmaldatenbank, ggf. ergänzt durch die dort nur selten veröffentlichten Erfassungstexte oder zusätzliche Informationen
- ID: Vom Landesamt für Denkmalpflege Sachsen vergebene, das Kulturdenkmal eindeutig identifizierende Objekt-Nummer. Der Link führt zum PDF-Denkmaldokument des Landesamtes für Denkmalpflege Sachsen. Bei ehemaligen Kulturdenkmalen können die Objektnummern unbekannt sein und deshalb fehlen bzw. die Links von aus der Datenbank entfernten Objektnummern ins Leere führen. Ein ggf. vorhandenes Icon  führt zu den Angaben des Kulturdenkmals bei Wikidata.

## Liste der Kulturdenkmale in Engelsdorf
| Bild                                    | Bezeichnung | Lage                                                       | Datierung | Beschreibung | ID       |
| --------------------------------------- | --- | ---------------------------------------------------------- | --- | --- | -------- |
| Direkt Bild zu diesem Denkmal hochladen | Ehemaliges Kinderheim, mit Einfriedung und Toranlage | Althener Straße 16 (Karte)                                 | 1930–1931 (Kinderheim) | Putzfassade mit Mansarddach, stattlicher Bau des Baumeisters Wilhelm Günther, erbaut als katholisches Kinderheim der Karmeliterinnen, ortsgeschichtlich von Bedeutung | 08970323 |
| Direkt Bild zu diesem Denkmal hochladen | Denkmal für die Gefallenen des 1. Weltkrieges | Arnoldplatz (Karte)                                        | 1924 (Gefallenendenkmal) | alte Ortslage Sommerfeld, Natursteinblock mit Inschrift und Adlerrelief, ortsgeschichtlich von Bedeutung | 08970166 |
| Weitere Bilder                          | Dorfkirche Sommerfeld: Kirche (samt Ausstattung) mit Sakristeianbau, Kirchplatz und Grabstein Christoph Arnold | Arnoldplatz (Karte)                                        | 1856–1859 (Kirche), bezeichnet 1893 (Grabstein), um 1700 (Evangelistenbilder), um 1520 (Kruzifix)                                                                                        | alte Ortslage Sommerfeld, neugotische Saalkirche mit geschichtlichem, kunst- und kulturhistorischem Wert, Dokument der Ortsentwicklung, seltenes Zeugnis des Wiederaufbaus einer Kirche nach dem Zweiten Weltkrieg in der DDR | 08970168 |
| Direkt Bild zu diesem Denkmal hochladen | Gedenkstein für den Wiederaufbau der Kirche 1952–1953 | Arnoldplatz (Karte)                                        | bezeichnet 1953 (Gedenkstein) | alte Ortslage Sommerfeld, Findling mit Inschrift, ortsgeschichtlich von Bedeutung | 08970167 |
| Direkt Bild zu diesem Denkmal hochladen | Wohnhaus in offener Bebauung | Arnoldplatz 1 (Karte)                                      | 1898, genehmigt (Wohnhaus) | alte Ortslage Sommerfeld, Putzfassade, Satteldach, ansprechend gestalteter Bau mit schönen Fensterbekrönungen und Schwebegiebel, baugeschichtlich von Bedeutung Vom 6. Oktober 1898 datiert der Beschluss der Königlichen Amtshauptmannschaft, die Baugenehmigung für das beantragte Wohnhaus sowie Holzstall und Waschgebäude auszureichen. Bauherr war der Straßenwärter Friedrich Hermann Mätzold in Sommerfeld, der ortsbekannte Baugwerker M. Somieski übernahm die Ausführung. Pro Etage wurde eine Wohnung vorgesehen. Das frei stehende Gebäude ist über einem Sockel aus Sichtmauerwerk verputzt und besitzt sehr feinen historistischen Stuckdekor, bis zur Sanierung auch eleganten Verputz. Dem Landhausstil verpflichtet sich das ausgebaute Dachgeschoss mit Zwerchhaus und Giebelschluss mit Freigespärre, der zweiachsige Mittelrisalit steht nur leicht vor. Im Rahmen einer Ende des Jahres 2008 begonnenen und wohl 2010 beendeten Sanierung wurden ehemals feine Putzstrukturen beseitigt, auf profilierte Fensterrahmungen und geputzte Eckquaderungen verzichtet. Bedauerlicherweise wurden zudem die Jalousieblenden entfernt und der vor Sanierung noch vorhandenen Eleganz des Hauses abträgliche Fenster eingebaut. Wichtig für die Wirkung des Hauses in Nähe der Hauptstraße und Leipziger Ortsausfallstraße (Riesaer Straße) ist der vorgelagerte Vorgarten, der Hauseingang befindet sich mit seitlichem Zugangsweg auf der Gebäuderückseite. Das ehemals überaus pittoreske Wohnhaus in nicht unbedeutender städtebaulicher Lage besitzt eine baugeschichtliche Bedeutung. LfD/2017, 2019, 2020 | 08970248 |
| Direkt Bild zu diesem Denkmal hochladen | Wohnhaus in offener Bebauung und Einfriedung | Arnoldplatz 3 (Karte)                                      | 1904–1905 (Wohnhaus) | alte Ortslage Sommerfeld, Putzfassade, Walmdach, Fachwerk im Giebel, schöne Jugendstil-Fensterrahmung im Seitenrisalit, baugeschichtlich von Bedeutung Im Juli des Jahres 1904 kam der Bauantrag für ein Landhaus mit Ziegeldeckung und ein Nebengebäude zur Einreichung, Finanzier war der Eisenwarenhändler Emil Seifert aus Leipzig-Volkmarsdorf. Einen Monat später erging die „Einladung, die Baugenehmigung in Empfang zu nehmen“. Mit den ausführenden Arbeiten war Maurermeister Arthur Fichtner betraut, der diese bis März 1905 erledigte. Für den Eingang war ein Vorhaus vorgesehen, rückwärtig eine ebenerdige Veranda mit darüber liegender Terrasse, der Dachetage blieb die Nutzung als Bodenraum vorbehalten. 1934 übernahm Feinmechanikermeister Otto Hermann Kuhndt das Grundstück, beantragte umgehend den Anbau einer Uhrmacherwerkstatt, zwei Jahre später eine Garage, 1938 den Anbau eines Zimmers sowie den Badeinbau im Haus. Der verputzte Baukörper wirkt unprätentiös, aber elegant. Gliederungen erbringen der schwach vorstehende linksseitige Risalit mit Sichtfachwerk im Zwerchgiebel, das Rankenspalier sowie ehemals auch die Fensterklappläden. Ins Auge fällt das große Jugendstilfenster der „Guten Stube“ mit darüber befindlicher Putzdekoration. Zum pittoresken Erscheinungsbild des Grundstücks tragen Einfriedung und Vorgarten bei. Am Rand des großartigen Sommerfelder Dorfangers entstand auf kleinem Grundstück einer kurzen Verbindungsstraße zur großen Chaussee das baugeschichtlich und ortsentwicklungsgeschichtlich bedeutsame Gebäude. LfD/2016, 2017 | 08970249 |
| Direkt Bild zu diesem Denkmal hochladen | Gedenktafel für Christoph Arnold, Seitengebäude (vorderer Teil), Toreinfahrt und Hofpflasterung eines Vierseithofes | Arnoldplatz 18 (Karte)                                     | Ende 19. Jh. (Seitengebäude) | alte Ortslage Sommerfeld, ortstypische Hofanlage, Gedenktafel zur Erinnerung an den Bauern und Astronomen Christoph Arnold (1650–1695), baugeschichtlich und personengeschichtlich von Bedeutung | 08970181 |
| Direkt Bild zu diesem Denkmal hochladen | Ehemalige Kirchschule, heute Wohnhaus | Arnoldplatz 20 (Karte)                                     | um 1850 (Kirchschule) | alte Ortslage Sommerfeld, städtebaulich wichtiger Bau inmitten des alten Ortsangers neben der Kirche, ortsgeschichtlich von Bedeutung | 09299641 |
| Direkt Bild zu diesem Denkmal hochladen | Wohnhaus, zwei Seitengebäude und Hofpflasterung eines Vierseithofes | Arnoldplatz 22 (Karte)                                     | 19. Jh. (Bauernhaus) | alte Ortslage Sommerfeld, Wohnhaus ein ehemals verputzter Fachwerkbau mit Krüppelwalmdach, gut erhaltene Hofanlage direkt gegenüber der alten Kirchschule, baugeschichtlich von Bedeutung | 08970180 |
| Direkt Bild zu diesem Denkmal hochladen | Einfriedung | Arnoldplatz 23 (Karte)                                     | um 1895 (Einfriedung) | alte Ortslage Sommerfeld, schmiedeeiserne Einfriedung auf Bruchsteinsockel der ehemaligen Villa der Familie Daehne, ortsbildprägend von Bedeutung | 08970196 |
| Direkt Bild zu diesem Denkmal hochladen | Wohnhaus und Scheune eines Dreiseithofes | Arnoldplatz 24 (Karte)                                     | 2. Hälfte 19. Jh. (Bauernhaus), bezeichnet 1883 (Scheune) | alte Ortslage Sommerfeld, Wohnhaus Putzbau mit Krüppelwalmdach, ortsbildprägende Bestandteile eines Bauernhofes, baugeschichtlich von Bedeutung | 08970179 |
| Direkt Bild zu diesem Denkmal hochladen | Seitengebäude, Scheune, Hofpflasterung sowie Einfriedung des Vorgartens eines Bauernhofes | Arnoldplatz 25 (Karte)                                     | 19. Jh. (Seitengebäude) | alte Ortslage Sommerfeld, Stallgebäude Putzbau mit Mansarddach, Scheune stattliches Hofgebäude mit mächtigem Mansarddach, baugeschichtlich von Bedeutung | 08970197 |
| Direkt Bild zu diesem Denkmal hochladen | Wohnhaus, zwei Seitengebäude und Toreinfahrt eines ehemaligen Vierseithofes | Arnoldplatz 26 (Karte)                                     | Ende 19. Jh. (Bauernhaus) | alte Ortslage Sommerfeld, Wohnhaus Putzbau mit Satteldach, ortstypisches Gehöft in Nähe zur Kirche, baugeschichtlich von Bedeutung | 08970178 |
| Direkt Bild zu diesem Denkmal hochladen | Einfriedung des Vorgartens eines Bauernhofes | Arnoldplatz 27 (Karte)                                     | um 1895 (Einfriedung) | alte Ortslage Sommerfeld, historistische Einfriedung aus Schmiedeeisen, ortsbildprägend von Bedeutung | 08970198 |
| Direkt Bild zu diesem Denkmal hochladen | Pfarrhaus, Kapelle, Seitengebäude und Einfriedungsmauer mit Toranlage eines Pfarrhofes sowie Handschwengelpumpe mit Abdeckung | Arnoldplatz 28 (Karte)                                     | 1862 (Pfarrhaus), 1951 (Kapelle), 1954 (Handschwengelpumpe) | alte Ortslage Sommerfeld, Pfarrhaus mit zeittypischer Putzfassade und Satteldach, Geburtshaus des Kunsthistorikers und Denkmalpflegers Paul Clemen (1866–1947), Anlage von ortsgeschichtlicher Bedeutung | 08970173 |
| Direkt Bild zu diesem Denkmal hochladen | Zwei Seitengebäude, Scheune, Torpfeiler und Hofpflasterung eines Vierseithofes sowie Einfriedungsmauer zum Nachbargrundstück | Arnoldplatz 31 (Karte)                                     | Ende 19. Jh. (Seitengebäude), 1911–1912 (Scheune) | alte Ortslage Sommerfeld, alles gelbe Klinkerbauten, Bestandteil der Ortskernbebauung des ausgehenden 19. Jahrhunderts, baugeschichtlich von Bedeutung | 08970199 |
| Direkt Bild zu diesem Denkmal hochladen | Wohnhaus, Seitengebäude, Toranlage (mit Pforte) und Hofpflasterung eines Vierseithofes | Arnoldplatz 33 (Karte)                                     | 1904 (Bauernhaus) | alte Ortslage Sommerfeld, Wohnhaus mit Putzfassade und Krüppelwalmdach, ortstypische Hofanlage des ausgehenden 19. Jahrhunderts, baugeschichtlich von Bedeutung | 08970200 |
| Direkt Bild zu diesem Denkmal hochladen | Seitengebäude, Scheune, Vorgarten und Pflaster eines Dreiseithofes | Arnoldplatz 34 (Karte)                                     | 1911–1912 (Seitengebäude), Ende 19. Jh. (Scheune) | alte Ortslage Sommerfeld, Putzbauten mit Satteldach, ortstypische, den Anger gestaltende Hofanlage, mit baugeschichtlichem und ortsentwicklungsgeschichtlichem Wert | 08970172 |
| Direkt Bild zu diesem Denkmal hochladen | Wohnhaus in offener Bebauung, mit Hintergebäude und Einfriedung des Vorgartens | Arnoldplatz 37 (Karte)                                     | 1908–1909 (Wohnhaus) | alte Ortslage Sommerfeld, Wohnhaus mit Putzfassade und Krüppelwalmdach, schmiedeeiserne Einfriedung, stattliches straßenbildprägendes Gebäude, baugeschichtlich von Bedeutung | 08970464 |
| Direkt Bild zu diesem Denkmal hochladen | Zwei Seitengebäude, Torpfeiler, Hofpflasterung und Einfriedung der Vorgärten eines ehemaligen Dreiseithofes | Arnoldplatz 39 (Karte)                                     | Ende 19. Jh. (Seitengebäude) | alte Ortslage Sommerfeld, ortstypische Hofanlage am Dorfanger, teilweise aus Lehmziegeln errichtet, baugeschichtlich von Bedeutung | 08970462 |
| Direkt Bild zu diesem Denkmal hochladen | Wohnhaus und Seitengebäude eines Vierseithofes sowie Hofpflasterung | Arnoldplatz 43 (Karte)                                     | 19. Jh. (Bauernhaus) | alte Ortslage Sommerfeld, Wohnhaus verputzter Fachwerk-Bau mit Satteldach, Gehöft in unmittelbarer Nähe zur alten Kirchschule, baugeschichtlich von Bedeutung | 08970194 |
|                                         | Wohnhaus, Wirtschaftsgebäude und Hofpflasterung eines Stadtgutes | Arnoldplatz 55 (Karte)                                     | 1880 (Wohnhaus) | alte Ortslage Sommerfeld, eines der Ratsgüter der Stadt Leipzig, Pächterwohnhaus mit Putzfassade und Fachwerk im Dachgeschoss, größter Villenbau des Ortes, ehemaliger Wohnsitz des Kommissionsrates Ernst Guhr, Nebengebäude ehemals mit Pferdestall, ortsgeschichtlich von Bedeutung | 08970170 |
| Direkt Bild zu diesem Denkmal hochladen | Wohnhaus, zwei Seitengebäude, Auszugshaus, Toreinfahrt und Hofpflasterung eines Vierseithofes | Arnoldplatz 57; 57a (Karte)                                | 2. Hälfte 19. Jh. (Bauernhaus) | alte Ortslage Sommerfeld, Wohnhaus mit Putzfassade und Satteldach, gut erhaltene, das Straßenbild prägende Hofanlage, baugeschichtlich von Bedeutung | 08970171 |
| Direkt Bild zu diesem Denkmal hochladen | Villa, Nebengebäude und Toranlage sowie Villengarten | Arthur-Winkler-Straße 4 (Karte)                            | 1896 (Villa) | historisierender Putzbau mit Fachwerk-Elementen, erbaut für den Inspektor Ernst Friedrich Guhr, Prokurist der Leipziger Bierbrauerei zu Reudnitz Riebeck & Co., zeitweilig in Nutzung durch die Evangelisch-Lutherische Kirchgemeinde als Pfarrerwohnhaus, Garten mit altem Gehölzbestand, stattliche Villa mit besonderem ortsgeschichtlichen und baugeschichtlichem Wert Inspektor Ernst Friedrich Guhr gab 1896 Pläne bei Architekt O. Meienburg (?) in Auftrag für den Neubau einer Villa, die er selbst fünf Jahre danach durch den Maurermeister Julius Kornagel erweitern ließ. Später übernahm die Engelsdorfer Kirchgemeinde das Grundstück und der Pfarrer bezog den verputzten Ziegelbau, der seine architektonische und städtebauliche Wirkung insbesondere durch die vielgliedrige Dachlandschaft, einen vorgestellten Treppenturm, Sichtfachwerk in den Giebeln und angebaute Veranden erzielt. Auf prachtvollen historistischen Fassadendekor wurde beinahe vollständig verzichtet, bereichern lediglich Fensterrahmungen und ein Stockgesims den Baukörper. Im März 1959 erging Bauantrag zum Einbau eines Gemeindesaales nach Entwurf von Bauingenieur Hans-Joachim Günther. Erhalten sind auch Pfeiler der Toranlage (heute verändert) sowie die ehemalige Remise auf der Grundstücksgrenze. Das Grundstück ist bedeutsam für die Ortsgeschichte, die Bauten zudem mit baugeschichtlichem Wert und städtebaulich von besonderer Wirkung. LfD/2011, 2015 | 08970277 |
|                                         | Schule mit seitlichem Torbogen zur ehemaligen Turnhalle | Arthur-Winkler-Straße 6 (Karte)                            | 1905–1906 (Schule), 1913, Erweiterung (Schule) | Putzbau mit Dachreiter, Reformstil-Architektur, von baugeschichtlicher und sozialhistorischer Bedeutung | 08970278 |
| Direkt Bild zu diesem Denkmal hochladen | Mehrfamilienhäuser einer Wohnanlage und Vorgarten | Arthur-Winkler-Straße 49; 51; 53; 55 (Karte)               | 1934–1935, Nummer 53 (Mehrfamilienwohnhaus), 1934–1936, Nummer 49 (Mehrfamilienwohnhaus), 1934–1935, Nummer 51 (Mehrfamilienwohnhaus), 1934–1935, Nummer 55 (Mehrfamilienwohnhaus)       | Putzfassaden mit Klinkergliederung, typische Blockbebauung der 1930er Jahre, prägt das Straßenbild zusammen mit Nummer 57/59/61, baugeschichtlich von Bedeutung | 08970444 |
| Direkt Bild zu diesem Denkmal hochladen | Mehrfamilienhäuser einer Wohnanlage und Vorgärten | Arthur-Winkler-Straße 57; 59; 61 (Karte)                   | 1931–1932, Nummer 57 (Mehrfamilienwohnhaus), 1931, Nummer 59 (Mehrfamilienwohnhaus), 1930, Nummer 61 (Mehrfamilienwohnhaus)                                                              | Putzfassaden mit Klinkergliederung, typische Blockbebauung der 1920er/1930er Jahre, prägt das Straßenbild zusammen mit Nummer 49/51/53/55, baugeschichtlich von Bedeutung | 08970372 |
| Direkt Bild zu diesem Denkmal hochladen | Mietshaus einer Wohnanlage | August-Bebel-Platz 6 (Karte)                               | 1928–1929 (Mehrfamilienwohnhaus) | sparsam dekorierte Putzfassade, Ensemble mit August-Bebel-Platz 7, 8, 9 und Baumeister-Günther-Straße 13, jedes Gebäude der Hauszeile mit unterschiedlicher Fassadengestaltung, baugeschichtlich von Bedeutung, Geschichts- und Dokumentationswert als Objekt sozialen Wohnungsbaus In Fortführung des Vorhabens zur Errichtung kommunaler Kleinwohnungen (Nummer 9 und Baumeister-Günther-Straße 13) wurde der Platz mit drei weiteren Häusern bebaut. Wiederum nach Entwürfen von Ernst Riedel entstanden 1926–1927 Nummer 8, im Jahr 1927 Nummer 7 und das Haus Nummer 6 in Ecklage Wasserturmstraße in der Spanne 1928–1929. Die Ausführung der sparsam dekorierten Putzbauten übernahm die Firma des Baumeisters Wilhelm Günther aus Engelsdorf. Bemerkenswert die Tatsache, dass jedes Gebäude eine unterschiedliche Fassadengestaltung erfahren hat. In den Zeilengebäuden waren ehemals jeweils sechs, im Eckwohnhaus neun Wohnungen vorgesehen. Mit der Nordwestbebauung des August-Bebel-Platzes ist ein interessantes Ensemble kommunalen Wohnungsbaus zur Linderung der Wohnungsnot in Deutschland allgemein und Engelsdorf im Besonderen aus den 1920er Jahren erhalten. LfD/2006 | 08970374 |
| Direkt Bild zu diesem Denkmal hochladen | Mietshaus einer Wohnanlage | August-Bebel-Platz 7 (Karte)                               | 1927 (Mehrfamilienwohnhaus) | sparsam dekorierte Putzfassade, Ensemble mit August-Bebel-Platz 6, 8, 9 und Baumeister-Günther-Straße 13, jedes Gebäude der Hauszeile mit unterschiedlicher Fassadengestaltung, baugeschichtlich von Bedeutung, Geschichts- und Dokumentationswert als Objekt sozialen Wohnungsbaus In Fortführung des Vorhabens zur Errichtung kommunaler Kleinwohnungen (Nummer 9 und Baumeister-Günther-Straße 13) wurde der Platz mit drei weiteren Häusern bebaut. Wiederum nach Entwürfen von Ernst Riedel entstanden 1926–1927 Nummer 8, im Jahr 1927 Nummer 7 und das Haus Nummer 6 in Ecklage Wasserturmstraße in der Spanne 1928–1929. Die Ausführung der sparsam dekorierten Putzbauten übernahm die Firma des Baumeisters Wilhelm Günther aus Engelsdorf. Bemerkenswert die Tatsache, dass jedes Gebäude eine unterschiedliche Fassadengestaltung erfahren hat. In den Zeilengebäuden waren ehemals jeweils sechs, im Eckwohnhaus neun Wohnungen vorgesehen. Mit der Nordwestbebauung des August-Bebel-Platzes ist ein interessantes Ensemble kommunalen Wohnungsbaus zur Linderung der Wohnungsnot in Deutschland allgemein und Engelsdorf im Besonderen aus den 1920er Jahren erhalten. LfD/2006 | 09300062 |
| Direkt Bild zu diesem Denkmal hochladen | Mietshaus einer Wohnanlage | August-Bebel-Platz 8 (Karte)                               | 1926–1927 (Mehrfamilienwohnhaus) | sparsam dekorierte Putzfassade, Ensemble mit August-Bebel-Platz 6, 7, 9 und Baumeister-Günther-Straße 13, jedes Gebäude der Hauszeile mit unterschiedlicher Fassadengestaltung, baugeschichtlich von Bedeutung, Dokument des sozialen Wohnungsbaus der Gemeinde Engelsdorf in den 1920er Jahren In Fortführung des Vorhabens zur Errichtung kommunaler Kleinwohnungen (Nummer 9 und Baumeister-Günther-Straße 13) wurde der Platz mit drei weiteren Häusern bebaut. Wiederum nach Entwürfen von Ernst Riedel entstanden 1926–1927 Nummer 8, im Jahr 1927 Nummer 7 und das Haus Nummer 6 in Ecklage Wasserturmstraße in der Spanne 1928–1929. Die Ausführung der sparsam dekorierten Putzbauten übernahm die Firma des Baumeisters Wilhelm Günther aus Engelsdorf. Bemerkenswert die Tatsache, dass jedes Gebäude eine unterschiedliche Fassadengestaltung erfahren hat. In den Zeilengebäuden waren ehemals jeweils sechs, im Eckwohnhaus neun Wohnungen vorgesehen. Mit der Nordwestbebauung des August-Bebel-Platzes ist ein interessantes Ensemble kommunalen Wohnungsbaus zur Linderung der Wohnungsnot in Deutschland allgemein und Engelsdorf im Besonderen aus den 1920er Jahren erhalten. LfD/2006 | 09300063 |
| Direkt Bild zu diesem Denkmal hochladen | Mietshaus einer Wohnanlage | August-Bebel-Platz 9 (Karte)                               | 1921–1922 (Mehrfamilienwohnhaus) | sparsam dekorierte Putzfassade, Ensemble mit August-Bebel-Platz 6, 7, 8 und Baumeister-Günther-Straße 13, jedes Gebäude der Hauszeile mit unterschiedlicher Fassadengestaltung, baugeschichtlich von Bedeutung, Dokument sozialen Wohnungsbaus Im Rahmen eines kommunalen Programms zur Errichtung von Kleinwohnungen entstand das Doppelmietshaus 1921–1922 nach Entwürfen des Architekten Ernst Riedel aus Leipzig-Schleußig. Für die Ausführung zeichnete Baumeister Wilhelm Günther verantwortlich. Ein von der Gemeinde Engelsdorf bei der Amtshauptmannschaft beantragtes Beihilfedarlehen für die dreigeschossigen Reihenwohnhäuser wurde ausnahmsweise genehmigt, weil die Gebäude an einem direkt belichteten Vorplatz liegen und jede Wohnung einen Austritt bekommen sollte. Engelsdorf nahm seinerzeit aus Behördensicht eine Mittelstellung zwischen Landgemeinde mit städtischer Entwicklung und Dorf ein. Eine Besonderheit für sozialen Wohnungsbau stellt die Vermietung und Zusammenlegung zweier Kleinwohnungen für den Arzt Dr. Hüsgen dar. Die schlichten zeittypischen Putzfassaden sind durch den hervorgehobenen Treppenhausrisalit zur Platzanlage akzentuiert, das Haus Baumeister-Günther-Straße 13 besitzt einen rückwärtigen Zugang. Erst ab 1926 wurde das Bauvorhaben mit den Häusern August-Bebel-Platz 6-8 fortgeführt. LfD/2006 | 09300064 |
|                                         | Mühle, mit Inschrifttafel | Baalsdorfer Straße 167 (Karte)                             | bezeichnet 1913 (Mühle), bezeichnet 1913 (Inschrifttafel) | zeittypische Putzfassade, Technisches Denkmal, landschaftsgestaltend in Nähe des Engelsdorfer Wasserturmes, städtebaulich und ortsentwicklungsgeschichtlich von Bedeutung, Wert für die Volksbildung | 08970373 |
| Direkt Bild zu diesem Denkmal hochladen | Mietshaus einer Wohnanlage, mit Vorgarten | Baumeister-Günther-Straße 13 (Karte)                       | 1921–1922 (Mietshaus) | sparsam dekorierte Putzfassade, Ensemble mit August-Bebel-Platz 6, 7, 8 und 9, jedes Gebäude der Hauszeile mit unterschiedlicher Fassadengestaltung, baugeschichtlich von Bedeutung, Dokument sozialen Wohnungsbaus | 09300061 |
| Weitere Bilder                          | Wasserturm | Engelsdorfer Straße - (Karte)                              | 1913 (Wasserturm) | auf oktogonalem Grundriss, mit Hängeboden und mehrfach geschweiftem Kuppeldach (Zufahrt neben Gehöft Engelsdorfer Straße 250), weithin sichtbares und landschaftsprägendes Technisches Denkmal, Wahrzeichen von Engelsdorf und bedeutendes historisches Zeugnis der Ortsentwicklung Im Jahr 1913 wurde in Ortsrandlage auf kleiner Anhöhe, an der Stelle der Engelsdorfer Windmühle, ein frei stehender Wasserturm fertig gestellt. Er erhebt sich mit knapp 48 Metern Gesamthöhe als Landmarke über oktogonalem Grundriss und ist in Massivbauweise ausgeführt. Der helle Verputz prägt den Bau mit sich nach oben verjüngendem Schaft, auskragendem Behälterteil und in neubarocken Formen gehaltenem Dachabschluss nebst Laterne und Wetterfahne. Durch eine Lisenengliederung des Mittelstücks und ein Zahnschnittgesims, insbesondere aber durch die eleganten Schwünge des Aufsatzes ist die Kompaktheit des Technikbaus in der Wirkung gemildert. Schmale hochrechteckige Fenster ermöglichen nur eine geringe Belichtung des Inneren, Podeste sind in zehn und einundzwanzig Metern Höhe eingefügt. Der zylindrisch genietete Stahlbehälter in 26 Metern über Bodenniveau ist mit etwa 400 Kubikmeter Fassungsvermögen als Hängebodenkonstruktion ausgeführt. Für die Jahre 1949/1950, 1986 und 1991 sind Unterlagen vorhanden, die über beabsichtigte Sanierungs- und Werterhaltungsarbeiten berichten, 1950 wurde berichtet, dass die Wetterfahne nach Absturz sichergestellt ist. Die Rekonstruktionspläne 1986 liefen als Maßnahme „Großreparatur“. Ziel der Arbeiten 1991 sollte die Sicherung des Wasserbehälters sein, da seinerzeit keine Inbetriebnahme unter Volllast möglich war. 2017 gehört der Engelsdorfer Turm zu den drei im Stadtgebiet noch durch die Leipziger Wasserwerke genutzten Wassertürmen. Technisches Denkmal, bau- und technikgeschichtlich bedeutsam, städtebauliche Dominante, gewichtiges Zeugnis der Engelsdorfer Ortsentwicklung. LfD/2017 | 08970322 |
| Direkt Bild zu diesem Denkmal hochladen | Wohnhaus und Nebengebäude | Engelsdorfer Straße 250 (Karte)                            | 19. Jh. (Bauernhaus) | eingeschossiges Wohnhaus mit Krüppelwalmdach, kleines Gehöft des 19. Jahrhunderts am Ortsrand in Nähe zum Wasserturm, ortsentwicklungsgeschichtlich von Bedeutung | 08970377 |
| Direkt Bild zu diesem Denkmal hochladen | Wohnhaus in offener Bebauung | Engelsdorfer Straße 251 (Karte)                            | 1902 (Wohnhaus) | Putzfassade, Krüppelwalmdach, mit dezenter historistischer Fassadengestaltung, baugeschichtlich von Bedeutung Bernhard Scheffler wandte sich an den Baugewerker M. Somieski zwecks Entwurf und Ausführung eines Wohnhauses mit Stallanbau. Im Jahr 1902 wurde das Gebäude errichtet, erhielt 1931/1932 einen Ladenanbau im Vorgarten für den Fahrradhändler Albin Scheffler. Bereits 1933–1935 folgte das Gesuch für einen Erkeranbau sowie ein freistehendes Ausstellungshäuschen im Vorgarten. 1945 kamen Pläne für die Einrichtung einer Kleinwohnung unterm Dach zur Vorlage, in den beiden anderen Etage befand sich bereits jeweils eine größere Wohnung. Über einem Klinkersockel erhebt sich die Putzfassade, die durch Putznutungen und Kunststeinfensterrahmungen sowie Sohlbänke mit kleinen gegossenen Konsölchen gegliedert ist. Ländlichem Charakter angepasst zu sein scheint das ziegelgedeckte Krüppelwalmdach. Als erstes Gebäude an der Straße nach Mölkau markiert das Haus die Ortsentwicklung um 1900 in Engelsdorf, es besitzt einen baugeschichtlichen und ortsentwicklungsgeschichtlichen Wert, in Blicknähe stehen der Engelsdorfer Wasserturm und die Mühle. LfD/2014, 2015 | 08970376 |
| Direkt Bild zu diesem Denkmal hochladen | Mietshaus in Ecklage und ehemals geschlossener Bebauung | Engelsdorfer Straße 276 (Karte)                            | 1927–1928 (Mietshaus) | mit Laden, Putz-Klinker-Fassade, sehr interessanter Bau im Stil des Expressionismus mit aufwendiger Fassadengestaltung, baugeschichtlich und ortsentwicklungsgeschichtlicher Wert Im Stil des Art déco präsentiert sich der bemerkenswerte, interessante Wohn- und Geschäftshausbau, der 1927/1928 am Standort des ehemaligen Armenhauses – das wegen Baufälligkeit “bereits vor längerer Zeit” abgebrochen worden war – entstand. Architekt Ernst Riedel aus Leipzig-Schleußig übersandte der Engelsdorfer Gemeindeverwaltung die bestellten Pläne. Der ortsbekannte Wilhelm Günther zeichnete für die Ausführung des in halboffener Bebauung stehenden Eckgebäudes verantwortlich. Hinter der stark durch Eisenklinker gegliederten Putzfassade liegen bzw. lagen zwei Wohnungen in jeder Etage, eine Wohneinheit unterm Dach, ein Ladenbereich im Parterre und im Kellergeschoss ein Hausbad. Sanierung nach der 2006 erfolgten Wohneigentumsumwandlung. LfD/2012, 2014 | 08970321 |
| Direkt Bild zu diesem Denkmal hochladen | Mietshaus in halboffener Bebauung | Engelsdorfer Straße 278 (Karte)                            | 1905 (Mietshaus) | mit Laden, Klinkerfassade, an der Schnittstelle zwischen Bauerngehöften und Ortserweiterungsgebiet, baugeschichtlich und ortsentwicklungsgeschichtlich von Bedeutung Im Dezember 1892 erging das Baugesuch für ein Wohnhaus sowie ein Stallgebäude mit Waschhaus durch Bauherr Friedrich Karl Huhn, der im April 1905 auch den Bauantrag für ein Vorderwohngebäude auf dem Grundstück stellte. Der dreigeschossige Wohn- und Geschäftshausbau mit Laden(wohnung) und ehemals mit Tordurchfahrt, die 1932 in „gewerbliche Räume“ umgebaut wurde. Im Jahr 1951 Einbau von Wohnräumen im Dachgeschoss, Entwurf von Baumeister Wilhelm Günther im Auftrag von Erich Schulze. Über einem verputzten Erdgeschoss streng rhythmisierte verklinkerte Fassade mit Kunststein- und Putzgliederung (der Stuck unter und über den Fenstern der Beletage leider verloren). Sehr schöne Traufe mit Zahnschnittleiste und gründerzeitlichen Stuckkonsolen, die Ausstattung des über den Hof erschlossenen Treppenhauses ist teilweise erhalten. LfD/2009 | 08970320 |
| Direkt Bild zu diesem Denkmal hochladen | Mietshaus in offener Bebauung | Engelsdorfer Straße 282 (Karte)                            | 1901–1902 (Mietshaus) | mit Laden, Klinkerfassade, ansprechender historistischer Bau als Dokument der Ortsentwicklung, baugeschichtlich von Bedeutung 1901 bis 1902 ließ Bäckermeister Hermann Scheffler ein Mietshaus mit jeweils zwei Wohnungen je Etage errichten, statt der zunächst geplanten Tordurchfahrt wurde ein noch heute vorhandener Laden eingerichtet. Die Umsetzung übernahm das Baugeschäft M. Somieski aus dem benachbarten Sommerfeld, nur wenige Schmuckelemente verraten Jugendstileinfluss. Hinter den Fenstern der durch farbige Formsteine gegliederten und mit Kunststeinelementen dekorierten Klinkerfassade über verputztem Erdgeschoss liegen die beiden Stuben der Wohnräume. Küche und Kammer weisen zur Hofseite, die Außentoiletten wurden wohl 1965 durch eine WC-Anlage ersetzt. Zeitgleich entstand 1901/1902 auf dem Grundstück ein Seitengebäude (kein Denkmal), die 1889 bis 1890 für Gutsbesitzer Robert Schneider durch Maurermeister Karl Ebner errichtete schiefergedeckte Scheune wurde 1939 wegen Baufälligkeit abgetragen. Von der originalen Ausstattung u. a. erhalten. Im Inneren u. a. originales Treppenhaus mit Jugendstil-Schablonenmalerei und die Wohnungseingangstüren erhalten sowie die historische Ladenfront. LfD/2009 | 08970319 |
|                                         | Wohnhaus eines Dreiseithofes | Engelsdorfer Straße 287 (Karte)                            | 19. Jh. (Bauernhaus) | Wohnhaus mit Krüppelwalmdach und Fachwerk-Obergeschoss, Bestandteile einer ortstypischen ehemaligen Hofanlage, baugeschichtlich von Bedeutung | 08970276 |
| Direkt Bild zu diesem Denkmal hochladen | Scheune und straßenseitiges Seitengebäude sowie Vorgarten und Reste der Hofpflasterung eines Vierseithofes | Engelsdorfer Straße 288 (Karte)                            | 1872 (Scheune), 1865 (Seitengebäude) | nahezu unveränderte Bestandteile einer ortstypischen Hofanlage, baugeschichtlich von Bedeutung, ortsbildprägend in der alten Ortslage | 08970318 |
| Direkt Bild zu diesem Denkmal hochladen | Seitengebäude, Scheune sowie Hofpflasterung und Vorgarten eines Dreiseithofes | Engelsdorfer Straße 291 (Karte)                            | 1923 (Seitengebäude), 2. Hälfte 19. Jh. (Scheune) | Wirtschaftsgebäude Ziegelbauten, eine das Straßenbild charakterisierende Hofanlage mit vielen originalen Details, baugeschichtlich von Bedeutung | 08970275 |
| Direkt Bild zu diesem Denkmal hochladen | Wohnhaus, daran angebautes Stallgebäude, Seitengebäude, Scheune und Torpfeiler eines Vierseithofes | Engelsdorfer Straße 309 (Karte)                            | 19. Jh. (Wohnhaus) | Wohnhaus mit Putzfassade und Krüppelwalmdach, geschlossen erhaltene und ortstypische Hofanlage im Ortskern, baugeschichtlich von Bedeutung | 08970274 |
| Direkt Bild zu diesem Denkmal hochladen | Pfarrhaus und Einfriedungsmauer | Engelsdorfer Straße 310 (Karte)                            | 18. Jh. (Pfarrhaus) | verputzter Fachwerk-Bau mit Krüppelwalmdach, Einfriedung als verputzte Lehmmauer, stattliches Gebäude der ursprünglichen Ortskernbebauung in Nähe zur Kirche, Erinnerungswert, baugeschichtlich und ortsgeschichtlich von Bedeutung | 08970260 |
| Direkt Bild zu diesem Denkmal hochladen | Wohnhaus, zwei Seitengebäude, Scheune, Toranlage und Vorgärten eines Vierseithofes | Engelsdorfer Straße 311 (Karte)                            | 19. Jh. (Bauernhaus), vor 1898 (Seitengebäude), 1898–1900 (Scheune) | Wohnhaus mit Putzfassade und Krüppelwalmdach, geschlossen erhaltener Vierseithof im Ortskern, baugeschichtlich von Bedeutung | 08970273 |
| Direkt Bild zu diesem Denkmal hochladen | Wohnhaus, Seitengebäude, Scheune, Toreinfahrt (mit Pforte), Vorgarten und Gartenpavillon eines Dreiseithofes | Engelsdorfer Straße 313 (Karte)                            | 19. Jh. (Bauernhaus) | Wohnhaus mit Putzfassade und Krüppelwalmdach, geschlossen erhaltene Anlage, einer der größten Bauernhöfe des Dorfes, baugeschichtlich von Bedeutung | 08970272 |
| Direkt Bild zu diesem Denkmal hochladen | Wohnhaus eines Bauernhofes | Engelsdorfer Straße 314 (Karte)                            | 1. Hälfte 19. Jh. (Bauernhaus) | Putzfassade mit Krüppelwalmdach, letzter gut erhaltener Bestandteil einer Hofanlage, baugeschichtlich von Bedeutung | 08970313 |
| Direkt Bild zu diesem Denkmal hochladen | Wohnhaus, daran angebautes Stallgebäude, Seitengebäude, Scheune und Vorgärten eines Vierseithofes | Engelsdorfer Straße 317 (Karte)                            | um 1850 (Bauernhaus), 1892 (Stall), 1907 Wiederaufbau (Scheune) | Wohnhaus Putzbau mit Fachwerk-Obergeschoss und Satteldach, ortstypischer Vierseithof, wichtiger Bestandteil der Ortslage Engelsdorf, baugeschichtlich von Bedeutung | 08970271 |
| Direkt Bild zu diesem Denkmal hochladen | Wohnhaus in offener Bebauung, mit Vorgarten | Engelsdorfer Straße 323 (Karte)                            | um 1900 (Wohnhaus) | historisierende Putzfassade, ansprechender Gründerzeitbau mit zeittypischen Schmuckformen, Dokument der Ortsentwicklung, baugeschichtlich von Bedeutung | 08970270 |
| Direkt Bild zu diesem Denkmal hochladen | Mietshaus in Ecklage und in offener Bebauung | Engelsdorfer Straße 330 (Karte)                            | 1906–1907 (Mietshaus) | mit Eckladen, historisierende Putzfassade mit Eckerker, straßenbildprägendes Eckgebäude, Zeugnis der Verstädterung des Dorfes, baugeschichtlich und ortsentwicklungsgeschichtlich von Bedeutung Als Eckhaus zur heutigen Sommerlindenstraße entstand das Wohngebäude mit kraftvoller Betonung der Ecke und Ladenzone im Erdgeschoss zwischen Sommer 1906 und Frühjahr 1907 für Herrn Gemeindevorstand Paul Mattheis durch das ortsansässige Baugeschäft von M. Somieski. Im Jahr 2005 erfolgten im Rahmen der Sanierung ein Einbau von drei Wohnungen im Dachbereich sowie das Aufstellen von Balkonen an der Hoffront, zwei Jugendstilkachelöfen sollten erhalten bleiben. Leider ist durch den einheitlichen Farbüberzug der Putzfassade deren architektonische Wirkung stark beeinträchtigt und sind die eleganten Gliederungen durch Kunststeinformteile erst auf den zweiten Blick ablesbar. Für den über drei Stockwerke reichenden Polygonalerker an der viergeschossigen Ecke bildete ein Turmhelm den oberen Abschluss. Der wirkungsvolle Eckbau besitzt einen baugeschichtlichen und einen ortsentwicklungsgeschichtlichen Wert. LfD/2014, 2015 | 08970311 |
| Direkt Bild zu diesem Denkmal hochladen | Wohnhaus, daran angebautes Seitengebäude, zwei aneinandergebaute Scheunen, weiteres Seitengebäude, Toreinfahrt, Gartenpavillon und Vorgärten mit Einfriedung eines Vierseithofes                                                               | Engelsdorfer Straße 338 (Karte)                            | 19. Jh. (Bauernhaus) | Wohnhaus mit Putzfassade und Krüppelwalmdach, Seitengebäude an der Hofeinfahrt eingeschossig und verputzt, schmiedeeiserne Vorgarten-Einfriedung, geschlossen erhaltene Hofanlage am ehemaligen Ortseingang, baugeschichtlich von Bedeutung | 08970312 |
| Direkt Bild zu diesem Denkmal hochladen | Wohnhaus und Scheune eines Dreiseithofes | Engelsdorfer Straße 339 (Karte)                            | 1. Hälfte 19. Jh. (Bauernhaus), vor 1875 (Scheune), 1892–1893, Anbau (Scheune) | Wohnhaus Putzfassade und Krüppelwalmdach, Obergeschoss Fachwerk, Scheune Putzbau mit Klinkergliederung, geschlossen erhaltene Hofanlage, baugeschichtlich von Bedeutung | 08970268 |
| Direkt Bild zu diesem Denkmal hochladen | Einfriedung eines Vorgartens | Engelsdorfer Straße 340 (Karte)                            | um 1895 (Einfriedung) | historistische schmiedeeiserne Einfriedung, kunsthandwerksgeschichtlich von Bedeutung | 08970267 |
| Direkt Bild zu diesem Denkmal hochladen | Ehemaliges Gemeindeamt (ohne Anbau), mit Einfriedung | Engelsdorfer Straße 345 (Karte)                            | um 1895 (Gemeindeamt) | historisierende Putzfassade, ansprechende Fassadengestaltung mit Schwebegiebel, baugeschichtlich und ortsgeschichtlich von Bedeutung | 08970266 |
| Direkt Bild zu diesem Denkmal hochladen | Doppelmietshaus in offener Bebauung, ehemals mit Gaststätte | Engelsdorfer Straße 351; 353 (Karte)                       | 1905–1906 (Doppelmietshaus) | historisierende Klinkerfassade, straßenbildprägender Bau der Jahrhundertwende um 1900, ortsentwicklungsgeschichtlich von Bedeutung Bauherr für das 1905–1906 errichtete Mietshaus war der Engelsdorfer Zimmermeister Hermann Böhme. Die Ausführung der von Architekt Gustav Bobach gefertigten Pläne übernahm Maurermeister Arthur Fichtner. Im Erdgeschoss war lange Zeit die Gastwirtschaft „Zum Böhmerwald“ eingerichtet. 1908 wurde der Bauantrag für einen Gesellschaftssaal von der Stadtverwaltung abgelehnt, da sie dafür keinen Bedarf sah. Ebenso wurden Pläne für eine offene Kolonnade auf dem Grundstück, für ein Niederlagsgebäude zur Unterstellung von Fahrrädern (1909) und ein Tanzsaalgebäude (1910) zurückgewiesen. Gerade letztes Projekt versprach die Erbauung eines großzügigen Vergnügungsetablissements mit großer Tanzfläche, einer umlaufenden Galerie und Bühne. Als Gastwirte namhaft sind u. a. Hermann Böhme, Otto Möbius, Friedrich Reupsch. 1971 wurde der Bauantrag für den Umbau der Gaststätte zu einem Kinderhort für zwei Gruppen à 25 Kindern und die Bereitstellung einer Bausumme von etwa 30.000 Mark gestellt. Das Mietshaus selbst ist ein recht einfacher Miets- und Geschäftshausbau mit gelber Klinkerfassade über geputztem Erdgeschoss, Kunststeingliederung. Die Ausstattung nur teilweise erhalten. LfD/2007 | 08970264 |
| Direkt Bild zu diesem Denkmal hochladen | Wohnhausgruppe in offener Bebauung, mit Vorgarten und Pergola | Engelsdorfer Straße 352; 354; 356; 358; 360; 362 (Karte)   | 1933–1935 (Mietshaus) | Putzfassade, singulärer Bau der 1930er Jahre mit zwei prägnanten Treppenhaustürmen und vielgliedriger Fensteraufteilung, Architekt: Johannes Koppe, baugeschichtlich und ortsentwicklungsgeschichtlich von Bedeutung Als eine der interessantesten Wohnhausgruppen in Leipzig entstand 1933 bis 1935 die ursprünglich mit 20 Häusern geplante Anlage Engelsdorfer Straße 352 bis 362, vormals Bahnhofstraße bzw. Karl-Marx-Straße 8-18. Bauherr war die Leipziger Speicherei- & Lager-Gesellschaft mbH, deren Pläne mit Hellriegel unterzeichnet wurden. Die Entwürfe lieferte der Leipziger Architekt Johannes Koppe, aus dessen Büro auch die statischen Berechnungen stammen, die i.V. A. Kunath unterzeichnete. Beantragt wurden angrenzend neben anderen zu errichtende Einfamilienhäuser, die verkauft oder vorübergehend vermietet werden sollten. Somit werden später einzelne Grundstückseigentümer genannt. Die Kreishauptmannschaft verwies darauf, dass im Gebiet des Teilbebauungsplanes E offene Bauweise vorzusehen sei mit Einzel- und Doppelhäusern, im Wege einer Ausnahmebewilligung an einzelnen Stellen auch Reihenhäuser zugelassen werden könnten. Möglich war eine Zweigeschossigkeit und der Einbau einer Wohnung jeweils im Dachgeschoss. Grundrisse der einzelnen Geschosse beispielsweise bei Nummer 352 zeigen im Kellergeschoss zwei Keller sowie Waschküche mit Vorraum, im Dachbereich ein Zimmer nebst Wohnküche, WC und einer Bodenkammer und in den beiden mittleren Geschossen jeweils Vorraum, Küche, Bad/WC und zwei Zimmer. In der zweiten Hälfte des 20. Jahrhunderts erfolgten verschiedene kleiner Um- und Ausbauten sowie der ein oder andere rückwärtige Anbau. Äußerlich wirken die Häuser als bauliche Einheit, gespannt zwischen zwei markante, halbrund vortretende Treppenhaustürme an den Ecken. Zwei Hauseingänge mit zeittypischen Natursteinrahmungen, quer liegende schmale Fensterbänder und die Klappläden an Einzelfenstern rhythmisieren den Block, der durch Vorgarten, Einfriedung und Pergolen mit Natursteinsäulen sinnfällig ergänzt wird. Die Putzfassaden selbst ohne bauplastischen Schmuck und Putzgliederung. Die Ausstattung teilweise erhalten. LfD/2009 | 08970457 |
| Direkt Bild zu diesem Denkmal hochladen | Mietshaus (bauliche Einheit mit Nr. 361) in halboffener Bebauung | Engelsdorfer Straße 359 (Karte)                            | 1906 (Hälfte eines Doppelmietshauses) | mit Laden, gelbe Klinkerfassade, Doppelmietshaus mit Nummer 361, stattlicher Bau in städtebaulich wichtiger Lage, ortsentwicklungsgeschichtlich von Bedeutung Das im Februar 1906 eingereichte Baugesuch für ein zu errichtendes Doppelmietshaus wurde zunächst abgelehnt, zuvorderst mit der Begründung, dass die Errichtung beider Wohngebäude „nach einheitlichem Plan“ nicht gesichert sei. Im April wurden Postagent und Bauherr Franz Hermann Kühnicke nochmals vorstellig und erhielten im Folgemonat die Genehmigung zum Bau (damals Bahnhofstraße 19). Baumeister Wilhelm Günther übernahm die Bauleitung, der neben dem Sommerfelder Baugeschäft M. Somieski auch an der Ausführung beteiligt war. Zeitgleich entstand ein Nebengebäude mit Waschküche und Holzställen, im Vorderhaus wurde ein Laden eingerichtet. Am 12. September 1912 erging der Antrag zur Schlussrevision. Durch Kunststeinformteile gegliederte Klinkerfassade über verputztem Erdgeschoss, die Ausstattung weitgehend erhalten. Sanierung des Doppelhauses 359/361 wohl 2009/2010, dabei auch Umnutzung des Ladens zu Wohnzwecken. Gemeinsam mit Nummer 361 städtebaulich wichtige Ecklage, baugeschichtlich und ortsteilentwicklungsgeschichtlich als Zeugnis der historistischen Erweiterung zwischen alter Ortslage und Bahnhofsgelände von Bedeutung. LfD/2012 | 08970456 |
| Direkt Bild zu diesem Denkmal hochladen | Mietshaus (bauliche Einheit mit Nr. 359) in halboffener Bebauung und in Ecklage | Engelsdorfer Straße 361 (Karte)                            | 1906 (Hälfte eines Doppelmietshauses) | mit Eckladen, gelbe Klinkerfassade, Doppelmietshaus mit Nummer 359, Wohn- und Geschäftshaus in exponierter Ecklage, ortsentwicklungsgeschichtlich von Bedeutung, ehemals auch zwei Eisenbahnwagen auf dem Grundstück Als ein städtebaulicher Blickpunkt im „Bahnhofsviertel“ erscheint das 1906 nach Plänen von Architekt Gustav Bobach für den Leipziger Gustav Adolf Dietrich (Bauherr und Ausführender) entworfene Doppelmietshaus Bahnhofstraße 19/21, heute Engelsdorfer Straße 359/361. Im Jahr 1964 wurde dem VEB Kommunale Wohnungsverwaltung Engelsdorf Baugenehmigung für Instandsetzungsarbeiten im Inneren nebst WC-Einbau erteilt. Der entsetzliche und maßstabsprengende Wohnungsausbau im Dachgeschoss der Nummer 361 erfuhr im Mai 1969 die Gebrauchsabnahme. Sanierung des Hauses 2009/2010, wobei zwei im Garten erhaltene historische Zugwagen beseitigt wurden. Der Klinkerbau mit verputztem Erdgeschoss in halboffener Bebauung und ehemals Laden im Erdgeschoss, interessante Putz- und Kunststeindekoration schmückt den weit einsehbaren Eckbau. In großen Teilen hat sich die einfache Ausstattung erhalten. Straßenkreuzungprägender Bau, ortsteilentwicklungsgeschichtlich von Bedeutung. LfD/2009, 2012 | 09302772 |
| Direkt Bild zu diesem Denkmal hochladen | Mietshaus (bauliche Einheit mit Nr. 367) in halboffener Bebauung und in Ecklage | Engelsdorfer Straße 365 (Karte)                            | 1906–1908 (Mietshaus) | reich gegliederte Putzfassade, straßenbildprägender Bau mit sehr aufwendiger Fassadengestaltung, Reformstil-Architektur, Zeugnis der Verstädterung des Dorfes, markante Ecklage, baugeschichtlich und ortsentwicklungsgeschichtlich von Bedeutung Repräsentativ und unschlagbar wirkungsvoll steht der Kopfbau an der Einmündung der Straße An der Grundschule 1906 bis 1908 durch Maurermeister und Baugeschäftsinhaber Michael Somieski im Eigenauftrag errichtet. Das ehemals unter Bahnhofstraße 23 geführte Grundstück 1911 im Besitz der Somieskischen Erben, 1922 wird Marie Rosa verehelichte Zschau geb. Somieski aus Sommerfeld als Eigentümerin genannt. Ausführung der heute nicht mehr vorhandenen Einfriedung wohl 1930, die Errichtung eines Rollengebäudes 1936 nach zwei Jahre zuvor gefertigten Plänen. 1987/1988 Pläne für Umbau und Sanierung nebst Dachgeschossausbau. Zwei mächtige Standerker mit dazwischen gespannten Balkonen sowie ein sehr hohes Dach markieren die Ecke des auf spitzwinkligem Grundstück errichteten Hauses. An den Seitenfronten akzentuiert jeweils ein nur wenig vorstehender Erker mit geschwungenem Abschluss und eingestellten Dreiviertelsäulen in den beiden Obergeschossen die Putzfassade. Eine Girlandendekoration aus Kunststeinformteilen verleiht dem Gebäude einen geradezu festlichen Charakter. Hinzuweisen ist auf die seltene Putzstruktur des Sockelbereiches. Unter dem vielgliedrigen, auffallend hohen Dach ursprünglich nur Bodenkammern und der Trockenboden. An der Hauptstraße ehemals Läden, in den Obergeschossen pro Etage drei Wohnungen. Vom Jugendstil beeinflusste Ausstattung, u. a. Stuck im Eingangsbereich, dazugehörig Engelsdorfer Straße 367. LfD/2009 | 08970263 |
| Direkt Bild zu diesem Denkmal hochladen | Mietshaus (bauliche Einheit mit Nr. 365) in halboffener Bebauung | Engelsdorfer Straße 367 (Karte)                            | 1906–1909 (Mietshaus) | reich gegliederte Putzfassade, qualitätvoller Wohnungsbau im Erweiterungsgebiet des Engelsdorfer Bahnhofsviertels, Reformstil-Architektur, baugeschichtlich von Bedeutung Auch bei dem im Mai 1906 beantragten Wohnhausneubau fungierte der im Ort ansässige Baugewerker und Baugeschäftsinhaber Michael Somieski als Unternehmer und Ausführender. Durch Verzögerungen konnte erst Ende 1908 die Rohbauprüfung erfolgen und eine Fertigstellung im ersten Quartal des Folgejahres durch die Erben des Bauherren, vertreten durch Anna Somieski. Die verputzte, elegante Straßenfront des Gebäudes in halboffener Bebauung besitzt einen schwach vortretenden vierachsigen Mittelrisalit mit Girlandendekoration. Raffiniert erscheint der Entwurf des ziegelgedeckten Daches, der Hauszugang erfolgt über den Hof. Im März 1998 wurde die Baugenehmigung ausgereicht für Sanierung, Modernisierung, Dachgeschossaus- und Balkonanbau nach Unterlagen des Architekten Peter Drube. Wiederhergestellt wurde der selten in seiner Ausprägung vorzufindende Sockelputz. Gemeinsam mit dem Nachbar-Eckhaus baugeschichtlich bedeutsam, Zeugnis der Entwicklung des Engelsdorfer Bahnhofsviertels. LfD/2014 | 08970262 |
| Direkt Bild zu diesem Denkmal hochladen | Mietshaus (bauliche Einheit mit Nr. 371) in halboffener Bebauung | Engelsdorfer Straße 369 (Karte)                            | 1900–1901 (Mietshaus) | historisierende Putzfassade, straßenbildprägender Bau, Doppelmietshaus mit Nummer 371, baugeschichtlich und ortsentwicklungsgeschichtlich von Bedeutung Die Zeichnungen für ein zu errichtendes Wohnhaus wurden im Oktober 1900 genehmigt, Unternehmer war der Baugewerker M. Somieski aus Engelsdorf. Hinter der „klassischen“ Fassade mit einer Betonung der mittleren der drei Etagen kamen pro Etage zwei Wohnungen zur Einrichtung. Kunststeinformteile gliedern die Putzfassade, ehemals auch etwas Stuckdekor. Im Jahr 1923 wurden Instandsetzungsarbeiten beabsichtigt, allerdings: „es passiert nichts“ lassen die Aufzeichnungen aus der Bauakte wissen. Sanierung, Dachgeschossausbau und Balkonanbau erfolgten 1997 und 1998 nach Plänen von Architekt Peter Drube aus Leipzig. Dabei leider teilweiser Verputz des Klinkergiebels, der in seiner ursprünglichen Gestaltung (vgl. Nummer 371) so sehr selten in Leipzig anzutreffen ist. Beeinträchtigt in seinem Erscheinungsbild ist das Gebäude insbesondere durch die reduzierte Fassadengestaltung. LfD/2013, 2014 | 08970455 |
| Direkt Bild zu diesem Denkmal hochladen | Mietshaus (bauliche Einheit mit Nr. 369) in halboffener Bebauung | Engelsdorfer Straße 371 (Karte)                            | 1902–1904 (Mietshaus) | historisierende Putzfassade, ein das Straßenbild prägender Bau der Jahrhundertwende um 1900, Doppelmietshaus mit Nummer 369, baugeschichtlich und ortsentwicklungsgeschichtlich von Bedeutung Auch bei dem Grundstück ehemals Bahnhofstraße 29 war Michael Somieski aus Sommerfeld federführend: als Finanzier, Ausführender und Bauleiter. Kurz vor dem Jahreswechsel 1902/1903 stimmte die Königliche Amtshauptmannschaft dem Mietshausbau zu und im Sommer 1904 wurde die Ingebrauchnahme baupolizeilich gestattet. Pro Etage waren zwei Wohnungen vorgesehen mit zwei Stuben, Korridor, einer Kammer und Küche sowie Toiletten im Treppenhaus. Neben dem Mietshaus entstanden ein Stallgebäude und das Waschhaus. Juni 1998 Genehmigung zur Sanierung an den Antragsteller Dirk Hoffsky. Die Putzfassade mit Kunststeingliederungselementen und Stuckkonsolen im ersten Obergeschosse. Selten anzutreffen ist die Giebelfront aus Sichtklinkermauerwerk mit ihrer strengen Rasterung (vgl. Nummer 369). Baugeschichtlich bedeutungsvolles Zeugnis im Bahnhofsquartier. LfD/2014 | 08970454 |
| Direkt Bild zu diesem Denkmal hochladen | Postamt, mit daran angebautem Hintergebäude und seitlicher Einfriedungsmauer | Engelsdorfer Straße 379 (Karte)                            | 1924–1925 (Post), 1925 (Garage) | Putzfassade mit Eckerkern, interessantes Gebäude im Art-déco-Stil aus der Mitte der 1920er Jahre, ehemals auch Wohnsitz des Engelsdorfer Lehrers Fritz Winter, baugeschichtlich und ortsgeschichtlich von Bedeutung Der Leipziger Architekt Ernst Riedel übernahm Entwurfsarbeiten, statische Berechnungen und die Bauleitung für das von der Gemeinde Engelsdorf in Auftrag gegebene Mietposthaus, dessen Ausführung an den ortsansässigen Baumeister Wilhelm Günther vergeben wurde. Zum 25. September 1924 erging der Bauantrag, am 22. September des Folgejahres erfolgte die Schlussabnahme. Eine Notwohnung unterm Dach war bereits 1925 eingerichtet und eine zweite Dachgeschosswohnung kam 1936/1937 zum Einbau. Für das hofseitige Garagengebäude ist das Jahr 1925 anzugeben. Initiatorin der Errichtung eines Postamtes in Engelsdorf war die Oberpostdirektion. In der Baubeschreibung des Antrages verweist die Gemeindeverwaltung zunächst auf den ungünstig geschnittenen Bauplatz, der die Stellung des Gebäudes bestimmte. An der Bahnhofstraße waren wegen Straßenverbreiterung die Vorgärten eingezogen worden und somit kam nun die Hauptfront direkt in der Flucht zu stehen, während die Giebelfront von der Kante der Straße zurückgesetzt wurde. Somit entstand ein Vorplatz, „der den Verkehr zum Postamt aufnimmt, ohne dass der Strassenverkehr erheblich gestört wird“. Der Einzug an der verbrochenen Ecke ist in der Bauakte als „aus posttechnischen Gründen … unerläßlich“ geschildert, „ebenso wie auch eine bessere Uebersichtlichkeit bei der Aus- und Einfahrt der Postautomobile gewünscht wird“. Es schien ausführlich begründet, warum ein Eckgebäude nicht erbaut werden sollte. Vom Straßenniveau kamen maximal fünf Stufen nach dem Schalterraum in Betracht, im Ergebnis lag dieser öffentliche Raum eine Stufe tiefer als die anderen, nichtöffentlichen Posträume. In den oberen Etagen waren Wohnungen vorgesehen. Auf dem gegenüberliegenden Areal zwischen Bahnhofstraße und der künftigen Bahnüberführung war die Anlage einer gemeindlichen Grünanlage vorgesehen. Große Rundbogenfenster zwischen Blendarkaden prägen die Erdgeschosszone des repräsentativen dreigeschossigen Gebäudes, dessen Traufseite an den Ecken von Runderkern Klammerung erhält und dessen stattliches Dach von Dachhäusern mit Giebelabschluss akzentuiert ist. Das Gebäude steht auf einem aus Natursteinquadern gefügten Sockel. Grundlage des künstlerischen Entwurfs sind Formen der Neorenaissance, die Riedel in sparsamer aber wirkungsvoller Weise zum Einsatz bringt. Vergleichbar ist das Gebäude übrigens mit dem Postamt in Leipzig-Mockau. Hofseitig wurde 1925 ein kleiner Garagenbau angefügt (für ein Postauto sowie Postkarren) und erhalten sind die Pflasterungen sowohl im Hof als auch die der Fußwege vor dem Gebäude. Zur Engelsdorfer Straße 377 erstreckt sich die erhaltene Einfriedungsmauer. Der großartige von der Gemeinde initiierte Bau ist städtebaulich wirksam, besitzt baugeschichtliche, baukünstlerische und ortsentwicklungsgeschichtliche Bedeutung, als ehemaliges Postamt zudem Seltenheitswert und Erinnerungswert. LfD/2014, 2015 | 08970261 |
| Weitere Bilder                          | Mietshaus in Ecklage und in offener Bebauung, mit Gaststätte sowie Kegelbahn (mit Kegelstube) und Nebengebäude im Hof | Ernst-Guhr-Straße 1 (Karte)                                | 1910–1911 (Mietshaus), 1924 (Kegelbahn), 1927 (Gaststättenräume) | zeittypische Putzfassade, Reformstil-Architektur, straßenbildprägender Bau von ortsgeschichtlicher Bedeutung Kommissionsrat Ernst Guhr stellte am 5. Juli 1910 einen zweiten Bauantrag für ein Eckwohnhaus, bereits 1909 entworfen von dem Leipziger Architekten und Baumeister Ernst Riedel. Die Ausführung wurde in die Hände des ortsansässigen Baumeisters Wilhelm Günther gelegt. In Ergänzung der im Erdgeschoss eingerichteten Restaurationsräume wurden 1912 auch Garten und Vorgarten für den Ausschank genutzt sowie die Errichtung einer Kegelbahn und einer Kolonnade beantragt. Ein neuerliches Baugesuch 1924 durch den Gastwirt Otto Schilde wurde mit einer ergänzenden Begründung eingereicht: „Die Kegelstube soll hierbei gleichzeitig als ein geeigneter Auskleide- und Waschraum für die Benutzer des Sportplatzes eingerichtet und dadurch dringlichem Bedürfnisse abgeholfen werden“. 1927 erfolgten die Erweiterung der Gaststättenräume und der Einbau einer Wohnung im Dachgeschoss. Bombenschäden des Zweiten Weltkrieges wurden wohl erst 1949/1950 unter dem Gastwirt Alfred Sohr behoben. Sanierung im Bestand ab 2005. LfD/2005 | 08970371 |
| Direkt Bild zu diesem Denkmal hochladen | Wohnhaus in offener Bebauung, mit Wäschemangel im Keller und Einfriedung | Gartenstraße 3 (Karte)                                     | 1928–1929 (Wohnhaus), 1928–1929 (Wäschemangel) | alte Ortslage Sommerfeld, Putzfassade mit Klinkergliederung, Walmdach, interessante Architektur im Stil der 1930er Jahre, baugeschichtlich und ortsentwicklungsgeschichtlich von Bedeutung Wilhelm Günther ist mit seiner Baufirma der Ausführende für das Wohnhaus mit vier Kleinwohnungen, welches die Gemeinde Engelsdorf in den Jahren 1928/1929 erbauten ließ. Pläne und Statik steuerte Architekt Ernst Riedel bei. Jede Mietpartei konnte über 70 Quadratmeter verfügen, aufgeteilt auf drei Zimmer, Wohnküche (mit Austritt), Flur sowie Bad mit WC, für den Keller waren die Einrichtung einer Waschküche und Aufstellung einer elektrischen Wäscherolle (Nummer 11191 System Seiler) beabsichtigt. Das von der Straßenfront zurückgesetzte zweigeschossige Gebäude besitzt eine Putzfassade über höherem Ziegelsockel, eine Traufe aus Sichtklinkern sowie einen mittig angeordneten, prägenden Mittelrisalit, der den Hauseingang sowie das Treppenhaus mit der bauzeitlichen Fensterverglasung aufnimmt und in einen Dreieckgiebel mündet. Sanierungsarbeiten fanden zwischen 2004 und 2008 statt, ein Erhalt von Teilen der original überkommenen Ausstattung ist zu konstatieren. Zum Ensemble gehören der Vorgarten und die historische Einfriedung. Der Zeugniswert als sozialer kommunaler Wohnungsbau vom Ende der zwanziger Jahre des 20. Jahrhunderts ist unbenommen. Das Gebäude besitzt einen baugeschichtlichen Wert als sozialer Wohnbau als dem 1. Drittel des vorigen Jahrhunderts und Dokument der Ortsentwicklung. LfD/2016, 2017 | 08970447 |
| Direkt Bild zu diesem Denkmal hochladen | Villa mit Vorgarten | Gartenstraße 15 (Karte)                                    | 1929–1930 (Villa) | alte Ortslage Sommerfeld, Putzfassade, Krüppelwalmdach, erbaut für den Kistenfabrikanten Gustav Petermann, ansprechend gestalteter Baukörper mit Fachwerkerker, im Heimatstil, baugeschichtlich von Bedeutung Ende 1929 beantragte der entwerfende Architekt Paul Kaldrack aus Engelsdorf einen Einfamilienwohnhausbau für den Engelsdorfer Kistenfabrikanten Gustav Petermann. Am 1. Juni des Folgejahres erging die Anzeige „Der Neubau ist unter Dach“ und eine knappe Woche vor der Weihnachtstagen 1930 erfolgte die Schlussbesichtigung. Für die Statik ist Karl Fuchs namhaft. Später wird Gustav Petermann als Dampfsägewerkbesitzer bezeichnet (1936). Für 1950/1951 ist der Antrag zum Anbau einer Garage aktenkundig, für 1985/1986 das Vorhaben einer Modernisierung nebst Werterhaltungsmaßnahmen. Das Villengebäude auf einem Eckgrundstück zum Schneeballweg wird geprägt von einer hohen vielgestaltigen Dachlandschaft, Sichtfachwerk, einem markanten Eckerker und einem Gesims aus Rochlitzer Porphyrtuff. Unterschiedliche Fensterformate, die hölzerne Traufzone sowie ein angebauter Windfang als Hauseingang ergänzen das Erscheinungsbild des dem Heimatstil verpflichteten Gebäudes. Zum angenehmen Gesamterscheinungsbild tragen Vorgarten und Einfriedung maßgeblich bei. Für das architektonisch interessanteste und anspruchsvollste Privatwohngebäude der 1920er Jahre auf Sommerfelder Flur besteht ein baugeschichtlicher und künstlerischer Wert. LfD/2016, 2017 | 08970252 |
| Direkt Bild zu diesem Denkmal hochladen | Fabrikgebäude | Gaswerksweg 3 (Karte)                                      | 1920er Jahre (Fabrik) | Klinkerfassade, typische Industriearchitektur der 1920er Jahre, ortsgeschichtlich und bauhistorisch von Bedeutung | 08970465 |
| Weitere Bilder                          | Fabrikantenvilla | Güterbahnhofstraße 1 (Karte)                               | um 1910 (Fabrikantenvilla) | Klinkerfassade mit Fachwerkerker, mit zahlreichen original erhaltenen Details, Teil des ehemaligen Kohlensäurewerkes Engelsdorf bei Leipzig, ortsgeschichtlich von Bedeutung | 08970163 |
| Weitere Bilder                          | Verwaltungsgebäude der Eisenbahn, mit rückwärtig angebautem Hintergebäude | Güterbahnhofstraße 2 (Karte)                               | um 1890 (Verwaltungsgebäude) | zweifarbige Klinkerfassade, baugeschichtlich und ortsentwicklungsgeschichtlich von Bedeutung | 08970164 |
| Weitere Bilder                          | Beamtenwohnhaus in offener Bebauung und Hintergebäude | Güterbahnhofstraße 4 (Karte)                               | nach 1900 (Beamtenwohnhaus) | Klinkerfassade, Teil des ehemaligen Kohlensäurewerkes Engelsdorf bei Leipzig, baugeschichtlich und ortsentwicklungsgeschichtlich von Bedeutung | 08970165 |
| Weitere Bilder                          | Mietshäuser (Einzeldenkmal der Sachgesamtheit – Obj. 08970466, Eisenbahnersiedlung Engelsdorf) | Hans-Weigel-Straße 19; 21; 23; 25 (Karte)                  | 1910–1911 (Mehrfamilienwohnhaus) | Putzfassade, Bestandteile einer Siedlung, baugeschichtlich und sozialgeschichtlich von Bedeutung Die Mietshausgruppe entstand im Auftrag der Baugenossenschaft für Eisenbahnbedienstete in Leipzig-Engelsdorf eGmbH nach Plänen des Leipziger Architekten F. W. Ernst Riedel, der zudem die Bauleitung innehatte. Für das Doppelhaus 19/21 (Wohnhausgruppe B) erfolgte eine Antragstellung am 1. März 1910, für die Wohnhausgruppe A (Nummer 23/25) bereits zum 19. Februar, die Genehmigung der Benutzung datiert jeweils vom 23. März des Folgejahres. Eine gutachterliche Stellungnahme wurde Mitte März 1910 der Königlichen Amtshauptmannschaft zugestellt durch den Sächsischen Heimatschutz, Landesverein zur Pflege heimatlicher Natur, Kunst- und Bauweise. Es findet sich für die “Kolonie von Beamtenwohnungen” hierin “die Bemerkung, dass sowohl die Grund- und Aufrisse wie auch die gesamte Lageplanung einen ganz erheblichen künstlerischen und bautechnischen Fortschritt gegenüber der auf gleichen Voraussetzungen beruhenden Wahren-Lindenthaler Kolonie bedeutet, und dass der Gesamteindruck der Engelsdorfer Anlage noch mehr an Wert gewinnen würde, wenn die zahlreichen, noch vorhandenen kleinlichen Motive zu Gunsten einer zusammenfassenden, schlichteren Gruppierung beseitigt würden”. Reduziert gegenüber dem Entwurf zeigen sich die hell verputzten Fassaden, die jedoch pro Haus unterschiedlich in Erscheinung treten. Etwas unglücklich wirken die vorgelagerten Treppenaufgänge bei 19-23. Innen zeigen sich Nummer 19 und 21 als klassische Zweispänner, Nummer 25 als Eckbau mit drei Wohnungen und Nummer 23 mit deren zwei, jedoch mit modernen Wohnküchen. Allen Häusern waren Rasenfläche vorgelagert, dem Straßenverlauf folgten gemäß der Entwurfszeichnungen Baumreihen. Die Wirkung einer die Schauseiten begleitenden Baumreihe zeigt sich noch heute bestens in der Wasserturmstraße, an der eine Fassade des Eckhauses Nummer 25 liegt. Dieses Gebäude steht in halboffener Bebauung, da gemäß behördlicher Vorgaben hier eine Belüftungslücke für den Innenbereich der Wohnanlage vorzusehen war. Alle Häuser sind saniert. Für das Gebäude des sozialen Wohnungsbaus um 1910 ist ein baugeschichtlicher Wert festgestellt, es ist Bestandteil einer großzügigen Siedlung. LfD/2019 | 08970350 |
| Weitere Bilder                          | Denkmal für die Gefallenen des 1. Weltkrieges | Hans-Weigel-Straße 29 (bei) (Karte)                        | nach 1918 (Gefallenendenkmal) | Granitstein mit Inschrift, ortsgeschichtlich von Bedeutung | 08970378 |
| Direkt Bild zu diesem Denkmal hochladen | Mietshäuser (Einzeldenkmal der Sachgesamtheit – Obj. 08970466, Eisenbahnersiedlung Engelsdorf) | Harpstedter Straße 8; 10; 12; 14 (Karte)                   | 1912–1913 (Mehrfamilienwohnhaus) | Putzfassade, mit Durchfahrt, als Bestandteil der Siedlung einer Berufsgenossenschaft von besonderem baugeschichtlichen und sozialgeschichtlichen Wert | 08970351 |
| Direkt Bild zu diesem Denkmal hochladen | Mietshäuser (Einzeldenkmal der Sachgesamtheit – Obj. 08970466, Eisenbahnersiedlung Engelsdorf) | Harpstedter Straße 16; 18; 20; 22; 24; 26 (Karte)          | 1913–1914, Nummer 16-24 (Mehrfamilienwohnhaus), 1918–1920, Nummer 26 (Mehrfamilienwohnhaus)                                                                                              | Putzfassade, mit Durchfahrt, Bestandteile einer Siedlung, baugeschichtlich und sozialgeschichtlich von Bedeutung | 08970344 |
| Direkt Bild zu diesem Denkmal hochladen | Autobahnbrücke über die A 14 | Herzberger Straße (Karte)                                  | bez. 1936 (Straßenbrücke) | technik- und verkehrsgeschichtlich von besonderer Bedeutung als eines der wenigen weitgehend original erhaltenen Brückenbauwerke der Reichsautobahnen, Seltenheitswert | 08970325 |
| Weitere Bilder                          | Friedhof Sommerfeld, Sachgesamtheit | Herzberger Straße (Karte)                                  | Mitte 19. Jh. (Friedhof), um 1900 (Friedhofskapelle) | Friedhof Sommerfeld mit folgenden Einzeldenkmalen: Friedhofskapelle und Grabmale (siehe auch Einzeldenkmaldokument – Obj. 08970195) und Allee sowie mit folgendem Sachgesamtheitsteil: Einfriedungsmauer; alte Ortslage Sommerfeld, Kapelle ein gelber Klinkerbau im Rundbogenstil des späten 19. Jahrhunderts, Grabmale des 19. und 20. Jahrhunderts, baugeschichtlich und ortsgeschichtlich von Bedeutung | 09305403 |
| Weitere Bilder                          | Friedhof Sommerfeld, Einzeldenkmale | Herzberger Straße (Karte)                                  | um 1900 (Friedhofskapelle), bezeichnet 1905 (Grabmal) | Friedhof Sommerfeld, Einzeldenkmale der Sachgesamtheit: Friedhofskapelle und Grabmale (siehe auch Sachgesamtheitsdokument – Obj. 09305403); alte Ortslage Sommerfeld, Kapelle ein gelber Klinkerbau im Rundbogenstil des späten 19. Jahrhunderts, Grabmale des 19. und 20. Jahrhunderts, z.B. 1905 – Familie Brösel; baugeschichtlich und ortsgeschichtlich von Bedeutung | 08970195 |
| Direkt Bild zu diesem Denkmal hochladen | Autobahnbrücke über die A 14 | Hirschfelder Straße (Karte)                                | 1938–1939 (Autobahnbrücke) | Balkenbrücke mit Mittelstütze, technik- und verkehrsgeschichtlich von besonderer Bedeutung als eines der wenigen weitgehend original erhaltenen Brückenbauwerke der Reichsautobahnen, Seltenheitswert | 08970308 |
| Direkt Bild zu diesem Denkmal hochladen | Verwaltungsgebäude (Nr. 7d), Fabrikhalle (Nr. 7c), Toranlage und Pavillon im Garten einer Fabrikanlage | Hugo-Aurig-Straße 7c; 7d (Karte)                           | 1921 (Verwaltung) | stattliches Verwaltungsgebäude ein gelber Klinkerbau mit Mansardwalmdach, Fabrikhalle gelbe Klinkerfassade, Garten-Pavillon mit Zwiebelhaube, baugeschichtlich und ortsgeschichtlich von Bedeutung | 08970309 |
| Weitere Bilder                          | Pankratiuskirche Engelsdorf: Kirche (mit Ausstattung), Kirchhof mit Einfriedungsmauer, Grabmale und Denkmal für die Gefallenen des 1. Weltkrieges sowie Glocken                                                                                | Kirchweg 100 (Karte)                                       | 1863–1870, im Kern älter (Kirche), 1954 (Glocke), 19. Jh. (Grabmal), um 1900(Grabmal), nach 1918 (Gefallenendenkmal)                                                                     | im Kern romanische Chorturmkirche, im 19. Jahrhundert überformt, Hartgussglocken vom evangelischen Kirchentag 1954, baugeschichtlich und ortsgeschichtlich von Bedeutung | 08970259 |
| Direkt Bild zu diesem Denkmal hochladen | Eisenbahnersiedlung Engelsdorf (Sachgesamtheit mit mehreren Einzeldenkmalen siehe Liste) | Klingerplatz 1; 2; 3; 4; 5, Klingerstraße 1 – 36 (Karte)   | 1910–1932 (Siedlung), 1910–1911 (Hans-Weigel-Str 11-17, Mehrfamilienhaus), um 1915 (Reichsbahnerstraße 2, Mehrfamilienhaus), 1910–1912 (Schmuckplatz)                                    | eine in verschiedenen Bauphasen (ab 1910 bis in die 1930er Jahre) errichtete Siedlung für Eisenbahnbedienstete in Leipzig-Engelsdorf, die erste ihrer Art in Sachsen, ortsentwicklungsgeschichtlich, baugeschichtlich und städtebaulich von Bedeutung, zudem bedeutsam für die Ortsentwicklung im Zusammenhang mit dem Auf- und Ausbau der Eisenbahnanlagen in Engelsdorf, mit folgenden Einzeldenkmalen: - Park am Klingerplatz (1910–1912) als öffentliche Grünfläche im Zentrum der Anlage mit Leuchte und Sitzbank (Obj. 08970360) - Hans-Weigel-Straße 19, 21, 23, 25, Mietshäuser (Obj. 08970350) - Harpstedter Straße 8, 10, 12, 14, Mietshäuser (Obj. 08970350) - Harpstedter Straße 16, 18, 20, 22, 24, 26, Mietshäuser (Obj. 08970344) - Klingerplatz 1, Mietshaus (Obj. 08970364) - Klingerplatz 2, Mietshaus (Obj. 08970363) - Klingerplatz 3, Mietshaus (Obj. 09299605) - Klingerplatz 4, Mietshaus (Obj. 09299606) - Klingerplatz 5, Mietshaus (Obj. 08970359) - Klingerstraße 1, Mietshaus (Obj. 09299649) - Klingerstraße 2, Mietshaus (Obj. 08970326) - Klingerstraße 3, Mietshaus (Obj. 08970316) - Klingerstraße 4, Mietshaus (Obj. 08970327) - Klingerstraße 5, Mietshaus (Obj. 08970370) - Klingerstraße 6, Mietshaus (Obj. 08970328) - Klingerstraße 7, Mietshaus (Obj. 08970369) - Klingerstraße 8, Mietshaus (Obj. 08970329) - Klingerstraße 9, Mietshaus (Obj. 08970368) - Klingerstraße 10, Mietshaus (Obj. 08970330) - Klingerstraße 11, Mietshaus (Obj. 08970367) - Klingerstraße 12, Mietshaus (Obj. 08970332) - Klingerstraße 13, Mietshaus (Obj. 08970366) - Klingerstraße 14, Mietshaus (Obj. 08970331) - Klingerstraße 15, Mietshaus (Obj. 08970365) - Klingerstraße 16, Mietshaus (Obj. 08970333) - Klingerstraße 17, Mietshaus (Obj. 08970358) - Klingerstraße 18, Mietshaus (Obj. 08970334) - Klingerstraße 19, Mietshaus (Obj. 08970357) - Klingerstraße 20, Mietshaus (Obj. 08970335) - Klingerstraße 21, Mietshaus (Obj. 08970356) - Klingerstraße 22, Mietshaus (Obj. 08970336) - Klingerstraße 23, Mietshaus (Obj. 08970355) - Klingerstraße 24, Teil eines Doppelmietshaus (Obj. 08970337) - Klingerstraße 26, Teil eines Doppelmietshaus (Obj. 09306959) - Klingerstraße 25, Mietshaus (Obj. 08970354) - Klingerstraße 27, Mietshaus (Obj. 08970353) - Klingerstraße 28, Mietshaus (Obj. 08970338) - Klingerstraße 29, Mietshaus (Obj. 08970352) - Klingerstraße 30, Mietshaus (Obj. 08970339) - Klingerstraße 32, Mietshaus (Obj. 08970340) - Klingerstraße 34, Mietshaus (Obj. 08970341) - Klingerstraße 36, Mietshaus (Obj. 08970342) | 08970466 |
| Weitere Bilder                          | Parkanlage, Schmuckplatz mit Leuchte und Sitzbank (Einzeldenkmal der Sachgesamtheit – Obj. 08970466, Eisenbahnersiedlung Engelsdorf) | Klingerplatz (Karte)                                       | um 1915 (Steinbank) | Park am Klingerplatz; Seltenheitswert, baugeschichtlich und gartengeschichtlich von Bedeutung – Als zentrale Platzanlage auf dem großräumigen Baugelände der Baugenossenschaft für Eisenbahnbedienstete in Leipzig-Engelsdorf eGmbH rahmen heute Häusergruppen Klingerplatz 3/4/5, Klingerstraße 18/20/22, Klingerplatz 1 und 2 mit Eckhaus zur Klingerstraße sowie Reichsbahnerstraße 7/9/11/13 die Fronten. 1925 stellte die Genossenschaft der Ortsgemeinde Engelsdorf sechs vorrätige Holzbänke für eine Wiederaufstellung zur Verfügung, von denen die Gemeinde aktenkundig aber nur vier übernahm. Wohl durch die Häuser an der Reichsbahnerstraße, die erst 1928 entstanden und die Bebauung des Platzes weitgehend abschlossen, wurde eine neuerliche Gestaltung des Platzes für sinnvoll bzw. notwendig erachtet. Ein Sitzungsprotokoll des Bauausschusses vom 22. März 1928 erörterte drei vorliegende Angebote für Raseneinfassungen und hielt folgenden Beschluss fest: „Wegen der Umgestaltung des Klingerplatzes entwickelt der Gemeindegärtner Bräuer an Ort und Stelle seinen Plan, darnach soll der durch die Anlagen von Süd-Osten nach Nord-Westen führende Weg einbezogen werden und als Rasen hergerichtet, der Bestand an Bäumen und Sträuchern stark gelichtet und die Anlage mit 40 cm hohen Stäben eingefasst werden“. Auch im späten Frühjahr 1950 sind Arbeiten am Platz aktenkundig: „In den neu hergerichteten Anlagen am Klingerplatz sollen einige Bänke aufgestellt werden“, aus Eichenholz auf Steinsockel. Im Mittelpunkt des Schmuckplatzes gelangte eine Straßenlaterne mit umgebener Rundbank, jeweils aus eingefärbtem Betongussstein, zur Aufstellung. Noch heute lädt der öffentliche Platz zum Verweilen unter schattigen Bäumen ein, setzen Sträuchergruppen, die in den 1950er Jahren gepflanzt worden waren, Akzente auf den Rasenflächen. Städtebauliche und gartenhistorische Bedeutung, Gartendenkmal. LfD/2018, 2019 | 08970360 |
| Weitere Bilder                          | Mietshaus (Einzeldenkmal der Sachgesamtheit – Obj. 08970466, Eisenbahnersiedlung Engelsdorf) | Klingerplatz 1 (Karte)                                     | 1912 (Mehrfamilienwohnhaus) | Putzfassade mit Erker, Bestandteil einer Siedlung, baugeschichtlich und sozialgeschichtlich von Bedeutung Für eigenes Personal der Bauherrin erbaut wurde 1912 bis 1913 das Mietshaus am Schmuckplatz in geschlossener Zeile, nach Entwurf des bauleitenden Architekten Ernst Steinkopf. Albin und Otto Hentschel führten den Bau aus im Auftrag der Baugenossenschaft für die Eisenbahnbediensteten eGmbH. Im Parterre entstanden zwei Mieteinheiten, jeweils drei Kleinwohnungen in den beiden oberen Stockwerken. Diese kleinteiligere Aufteilung der Obergeschosse erforderte die Umarbeitung des Bebauungsplanes und die Anlage „größerer freier Plätze“. Anlass war das Ansinnen der Genossenschaft, „für die vielen unbemittelten Arbeiter, welche nur einen Tagelohn von 3.- M beziehen, Wohnungen zum denkbar billigsten Preise herzustellen“. Ein mächtig wirkender, teilweise mit Schiefer verkleideter hölzerner Kastenerker beherrscht das Erscheinungsbild der einfachen Putzfassade über niedrigem Sichtklinkersockel. Gliederung bringen Fenster, Gesimse und Putzspiegel, eine profilierte Kehle unter der Traufe sowie die schlichte Rahmung der Hauseingangstür. Das Haus besitzt einen baugeschichtlichen und sozialgeschichtlichen Wert. LfD/2018, 2019 | 08970364 |
| Weitere Bilder                          | Mietshaus (Einzeldenkmal der Sachgesamtheit – Obj. 08970466, Eisenbahnersiedlung Engelsdorf) | Klingerplatz 2 (Karte)                                     | 1912–1913 (Mehrfamilienwohnhaus) | Putzfassade mit Erker, Bestandteil einer Siedlung, baugeschichtlich und sozialgeschichtlich von Bedeutung Über Eck steht der Dreispänner, 1912 finanziert durch die Baugenossenschaft für Eisenbahnbedienstete in Leipzig-Engelsdorf eGmbH, entworfen von Architekt Ernst Steinkopf, aufgeführt von der Baufirma der Herren Albin und Otto Hentschel. Über niedrigem Sichtklinkersockel folgt die Putzfassade der des Nachbarhauses Klingerplatz 1, wird an der Schaufront zum Schmuckplatz akzentuiert durch ein Zwerchhaus und ein etwas markanteres Haustürportal mit darüber liegendem Oberlichtfenster. An der Fassade zur Reichsbahnerstraße wird ein halbrunder Erker weiter über die Traufzone geführt. Der Giebel des Eckhauses steht in der Reichsbahnerstraße frei, Sanierung um 1999. Als Eckbau am Schmuckplatz besitzt das Haus neben einer stadtraumgestaltenden Funktion zudem eine baugeschichtliche und sozialgeschichtliche Bedeutung. LfD/2018, 2019 | 08970363 |
| Weitere Bilder                          | Mietshaus (Einzeldenkmal der Sachgesamtheit – Obj. 08970466, Eisenbahnersiedlung Engelsdorf) | Klingerplatz 3 (Karte)                                     | 1912–1913 (Mehrfamilienwohnhaus) | Putzfassade, Bestandteil einer Siedlung, baugeschichtlich und sozialgeschichtlich von Bedeutung Haus III des im Februar 1912 eingereichten Baugesuchs entstand als Eckhaus, dessen Weiterführung linksseitig in die Flucht der heutigen Dr.-Margarete-Blank-Straße nie erfolgte – der Giebel steht erwartungsvoll frei. Zum 3. April 1913 datiert die Gestattung der Ingebrauchnahme. Drei Wohnungen pro Etage fanden ihre Einrichtung, initiiert von der Baugenossenschaft für Eisenbahnbedienstete in Leipzig-Engelsdorf eGmbH. Unterzeichnungsberechtigt waren die Herren Schirmer, Jahn und Wucherer. Architekt Ernst Steinkopf aus Leipzig-Gohlis übernahm Entwurf, Bauleitung, Statik und begleitete die Herren Otto und Albin Hentschel über die Dauer der Ausführungsarbeiten. Die Mittelwohnung war zunächst wegen schlechter Durchlüftung versagt worden. 1998 wurden Abgeschlossenheiten baubehördlich in Antrag gebracht. Das Mietshaus fällt durch den Rücksprung der Straßenfront auf, die ein polygonaler Eckerker über die beiden oberen Etagen markiert. Der rote Klinkersockel steht in reizvollem Kontrast zur hellen Putzfassade, die auf Dekor weitgehend verzichtet: das Stichwort lautete „sozialer Wohnungsbau“. Wenig erfreulich sind die neuen Fenster und das zugesetzte Oberlicht der Hauseingangstür. Das Haus besitzt einen baugeschichtlichen und sozialgeschichtlichen Wert. LfD/2018, 2019 | 09299605 |
| Weitere Bilder                          | Mietshaus (Einzeldenkmal der Sachgesamtheit – Obj. 08970466, Eisenbahnersiedlung Engelsdorf) | Klingerplatz 4 (Karte)                                     | 1912 (Mehrfamilienwohnhaus) | Putzfassade, Bestandteil einer Siedlung, baugeschichtlich und sozialgeschichtlich von Bedeutung Die Herren Schirmer und Jahn unterzeichneten das Baugesuch vom 5. Februar 1912 für die eingetragene Baugenossenschaft der Engelsdorfer Eisenbahnbediensteten, übertrugen Architekt Ernst Steinkopf die Entwurfsarbeiten und der Baufirma Albin & Otto Hentschel die Ausführung, wenige Tage vor Weihnachten erfolgte die Schlussprüfung. Zwei Wohnungen waren in jeder Etage bezugsfertig mit je drei Räumen, Küche, Flur und außenliegenden Aborten. Im Keller gelangte die Waschküche zur Einrichtung, auf dem Boden ein für alle Mieter im Haus nutzbares Bad. Rückwärtige Wintergärten (Balkone) entstammen der Sanierungsphase von 1998/1999. Zum Schmuckplatz liegt eine Putzfassade mit einem teilweise bis zu den Sohlbänken des Parterre reichenden dunkelfarbigen Klinkersockel. Auch durch die zurückhaltende Fassadenzier und ein durchgezogenes Sohlbankgesims im 2. Obergeschoss ergibt sich mit den etwa zeitgleich erbauten benachbarten Häusern Klingerplatz 3 und 5 ein einheitliches Erscheinungsbild. Als Dokument sozialen Wohnungsbaus in einer Zeit großer Wohnungsnot besitzt das Gebäude einen baugeschichtlichen und sozialgeschichtlichen Wert. LfD/2018, 2019 | 09299606 |
| Weitere Bilder                          | Mietshaus (Einzeldenkmal der Sachgesamtheit – Obj. 08970466, Eisenbahnersiedlung Engelsdorf) | Klingerplatz 5 (Karte)                                     | 1912 (Mehrfamilienwohnhaus) | mit Laden zur Klingerstraße, Putzfassade mit Eckbetonung, Bestandteil einer Siedlung, baugeschichtlich und sozialgeschichtlich von Bedeutung In reizvoller Ecklage zur Klingerstraße strahlt die helle Fassade über rotem Klinkersockel, das Haus entstand zwischen im Februar 1912 gestelltem Baugesuch und Anmeldung zur Brandkasse im Oktober gleichen Jahres. Als Bauherr fungierte Die Baugenossenschaft für Eisenbahnbedienstete in Leipzig-Engelsdorf eGmbH, vertreten durch die Unterzeichnenden Schirmer und Jahn. Otto Hentschel unterschrieb im Auftrag von Albin Hentschel für die Ausführung, Architekt Ernst Steinkopf unter den von ihm gefertigten Planentwürfen. Die Obergeschosse standen je drei Mietparteien zur Verfügung, das Erdgeschoss besaß eine kleine Wohnung mit Stube, Kammer, Küche sowie eine Wohnung mit einem Lagerraum und direktem Zugang zum Eckladen. Insgesamt bildeten zehn in etwa zeitgleich erbaute Häuser an Klingerplatz und Klingerstraße eine Hofgemeinschaft, die Waschküche bei Klingerplatz 5 lag im Keller. Die wichtigsten Akzente der schlichten Fassade im Reformstil stellen der in eine zurückgesetzte Ecke eingestellte polygonale Standerker und ein mächtiger verputzter Zwerchhausgiebel dar. Das Haus besitzt einen baugeschichtlichen, sozialgeschichtlichen Wert und ist als wichtiger Eckbau der Siedlung städtebaulich von besonderem Interesse. LfD/2018, 2019 | 08970359 |
| Weitere Bilder                          | Mietshaus (Einzeldenkmal der Sachgesamtheit – Obj. 08970466, Eisenbahnersiedlung Engelsdorf) | Klingerstraße 1 (Karte)                                    | 1910–1911 (Mehrfamilienwohnhaus) | mit Laden, abwechslungsreich gestaltete Putzfassade, Bestandteil einer Siedlung, in städtebaulich wichtiger Lage, baugeschichtlich und sozialgeschichtlich von Bedeutung Als Kopfbau in halboffener Bebauung und Ecklage zur heutigen Hans-Weigel-Straße entstand der Wohnhausbau mit Verkaufsgeschäft an der Giebelfront innerhalb von zwölf Monaten, zwischen Juli 1910 und Juni 1911. Architekt R. Füssel stand in Diensten der Baugenossenschaft für Eisenbahnbedienstete in Leipzig-Engelsdorf GmbH. Zeitgleich wurden sieben Wohn- und zwei Waschgebäude beantragt. Ein Ladenanbau gelangte 1927 zur Ausführung nach Plänen des leitenden Architekten Ernst Steinkopf. Der hofseitige Balkonanbau erhielt 1999 behördliche Genehmigung. An der Gestaltung des großzügig erscheinenden Eckhauses beteiligte sich der Sächsische Heimatschutz, ein Landesverein zur Pflege heimatlicher Natur, Kunst und Bauweise. Neben verschiedenen Hinweisen und Anregungen zum Außenbau wurde dezidiert auch auf Mindestanforderungen für Trennwände im Inneren, die Zahl der Aborte und Sonnenschutzaspekte hingewiesen. Beispielsweise sollte die schräge Eckverbrechung mit dem Ladeneingang durch eine einspringende Ecke ersetzt werden. Der Sockel ist heute leider übertüncht, im gleichen Farbton wie Fassade, Traufe etc. Dadurch wirkt die Architektur langweilig und beliebig. Ein Kontrast entsteht durch die an der Hans-Weigel-Straße vorgelagerte Grünfläche, den hellen Verputz und die mit roten Ziegeln gedeckte Dachlandschaft. Details des Heimatstils sind der Krüppelwalm und der kleine polygonale Erker am Giebel, waren ehemals auch einige Klappläden. Im Fassadenbereich an der Hans-Weigel-Straße ist das Zwerchhaus über dem schwach vortretenden Risalit verlustig gegangen, den Fenstern die einstige Eleganz der Sprossenteilungen. Das Gebäude besitzt einen baugeschichtlichen Wert. LfD/2019 | 09299649 |
| Weitere Bilder                          | Mietshaus (Einzeldenkmal der Sachgesamtheit – Obj. 08970466, Eisenbahnersiedlung Engelsdorf) | Klingerstraße 2 (Karte)                                    | 1911 (Mehrfamilienwohnhaus) | mit Laden, Putzfassade mit Eckerker, Bestandteil einer Siedlung, baugeschichtlich und sozialgeschichtlich von Bedeutung Auftraggeber war die Baugenossenschaft für Eisenbahnbedienstete in Leipzig-Engelsdorf GmbH, vertreten durch den Vorsitzenden Schirmer und den Kassierer Miersch. Architekt Ernst Riedel fertigte 1911 Pläne für den Wohnhausbau, die nach behördlicher Bestätigung durch die Herren Architekten Langheinrich & Riedel bauleitend umgesetzt wurden. Gemeinsam mit den Häusern 4 und 6 gehörte Nummer 2 zur beantragten Wohnhausgruppe C im Block II. In den Jahren 1961–1963 konnte eine Ladenvergrößerung durchgeführt werden im Auftrag des Kommissionshändlers Erich Gruber, der in seinem Fotogeschäft auch Schreibwaren, Bücher und Zeitungen anbot. Neuere Sanierungsarbeiten fanden um 1999 statt. Zum großzügigen Platzareal, auf dem Ernst-Guhr-Straße, Hans-Weigel-Straße und Klingerstraße zusammenlaufen, zeigt sich die dreigeschossige Bauweise unkaschiert, zudem mit über die Ecke gespanntem Polygonalerker und anschließendem hohem und vier Achsen zählendem Zwerchhaus. Über dunklem niedrigen Klinkersockel zeigt die helle Putzfassade klar die Intentionen der Reformstilarchitektur, die Fenster sind rahmenlos in die Wände eingeschnitten, gliedern lediglich einige Dekorplatten am Erker und die profilierte Traufzone (zwei Reliefs mit Satyrkindern, Flöte blasend und Triangel schlagend). Akzente im Parterre setzen das über Eck gespannte Geschäftslokal mit zwei Schaufenstern und die Portalszenerie des Hauseingangs. Städtebaulich von Interesse für das am Ende komplett neue Wohngebiet der Eisenbahnersiedlung ist die Tatsache, dass alle am Platz erbauten Häuser einen Ladenbereich besitzen. Baugeschichtlicher Wert. LfD/2019 | 08970326 |
| Weitere Bilder                          | Mietshaus (Einzeldenkmal der Sachgesamtheit – Obj. 08970466, Eisenbahnersiedlung Engelsdorf) | Klingerstraße 3 (Karte)                                    | 1911 (Mehrfamilienwohnhaus) | Putzfassade, Bestandteil einer Siedlung, Haus 1 im Block I, baugeschichtlich und sozialgeschichtlich von Bedeutung Die Ausführung übernahmen die beiden Baumeister Otto und Albin Hentschel 1911 im Auftrag der Baugenossenschaft für Eisenbahnbedienstete in Leipzig-Engelsdorf eGmbH, rechtsverbindliche Schreiben unterzeichneten auf Unternehmerseite die Herren Schirmer und Schraps. Entwürfe hatte Architekt R. Füssel beigesteuert, der hernach auch die Bauleitung übernahm. Insgesamt entstanden vierzehn Häuser in diesem ersten Block der großräumigen Wohnanlage, die Klingerstraße 3 wird als Haus 1 im Block I bezeichnet. Für den im Zusammenhang mit der Sanierung des Hauses vorgesehenen rückwärtigen Balkonanbau wurde am 1. April 1999 die Baugenehmigung ausgereicht. Zwei bzw. drei Vollgeschosse zeigen eine helle Putzfassade. Am freistehenden linksseitigen Giebel ist ein sich über zwei Geschosse erstreckender Kastenerker gefügt, rechts verspringt die Fassade und ist ein eingeschossiger Anbau in die Ecke geordnet, der den Mietern der darüber liegenden Wohnung einen Austritt ermöglicht. Ein gefugter Bruchsteinsockel aus Granitgestein und ziegelgerahmten Kellerfenstern gibt ein stabiles Fundament, die mit roten Tondachsteinen gedeckten Dachflächen einen guten Kontrast zur dekorlosen Fassade. Der Mietshauszeile mit den ungeraden Nummern ist eine Rasenfläche vorgelagert, die Straßenkante begleitet malerisch eine Baumreihe aus Linden. Das Gebäude besitzt einen baugeschichtlichen Wert. LfD/2019 | 08970316 |
| Weitere Bilder                          | Mietshaus (Einzeldenkmal der Sachgesamtheit – Obj. 08970466, Eisenbahnersiedlung Engelsdorf) | Klingerstraße 4 (Karte)                                    | 1911 (Mehrfamilienwohnhaus) | Putzfassade, Bestandteil einer Siedlung, baugeschichtlich und sozialgeschichtlich von Bedeutung Die Baugenossenschaft für Eisenbahnbedienstete in Leipzig-Engelsdorf GmbH, vertraten der Vorsitzende Schirmer und der Kassierer Miersch, die am 17. März 1911 einen Bauantrag für die Häuser an der heutigen Klingerstraße 2/4/6 einreichten. Am Vorhaben beteiligt waren Architekt Riedel bezüglich der Planzeichnungen und die Architekten Langheinrich & Riedel für Ausführung und Bauleitung. In den Jahren 1998/1999 sollte ein Wintergarten auf der Hofseite saniert werden, kam ein Aufteilungsplan für die jetzt genannten „Engelsgärten“ zur Einreichung. Ein Dachausbau fällt in den Zeitraum 2005–2006. In der schmalen Straße wird eine nur zweigeschossige Bauweise vorgegaukelt, ein drittes Vollgeschoss teilweise hinter steiler Mansarde mit Ziegelbedeckung versteckt. Markant sind das vier Fensterachsen zählende Zwerchhaus mit Rundbogengiebelschluss und die Rahmung der Hauseingangstür. Nur hier sind zwei kleine Reliefplatten mit Blumenkörben zur Dekoration angebracht. Zwischen rotem Sockel und gleichfarbigem Ziegeldach mit dunkel gestrichenem Traufkasten strahlt eine helle Putzfassade. Die bauzeitliche Ausstattung zumindest im Treppenraum ist weitgehend erhalten. Es ist ein baugeschichtlicher Wert zu konstatieren. LfD/2019 | 08970327 |
| Weitere Bilder                          | Mietshaus (Einzeldenkmal der Sachgesamtheit – Obj. 08970466, Eisenbahnersiedlung Engelsdorf) | Klingerstraße 5 (Karte)                                    | 1911 (Mehrfamilienwohnhaus) | Putzfassade, Bestandteil einer Siedlung, Block I Haus 3, baugeschichtlich und sozialgeschichtlich von Bedeutung | 08970370 |
| Weitere Bilder                          | Mietshaus (Einzeldenkmal der Sachgesamtheit – Obj. 08970466, Eisenbahnersiedlung Engelsdorf) | Klingerstraße 6 (Karte)                                    | 1911 (Mehrfamilienwohnhaus) | Putzfassade, Bestandteil einer Siedlung, baugeschichtlich und sozialgeschichtlich von Bedeutung Architekt Riedel zeichnete 1911 die Pläne im Auftrag der Baugenossenschaft für Eisenbahnbedienstete in Leipzig-Engelsdorf GmbH, hier vertreten durch den Vorsitzenden Schirmer und den Kassierer Miersch. Bauleitung und Ausführung übernahm das in der Leipziger Münzgasse ansässige Architekturbüro Langheinrich & Riedel. Am 10. Mai wurde Baugenehmigung für die Wohnhausgruppe C erteilt, zu der auch die Wohnhäuser Nummer 2 und 4 in der Klingerstraße gehörten. Ende 1998 ging der Antrag für die Sanierung eines bestehenden Wintergartens bei der Baubehörde ein. Bezeichnet wurde das Grundstück als zugehörig zum „Wohnpark am Klingerplatz“. Gestalterisch zeigt sich das schmale Gebäude zwischen Reformstil und dem Stil der Heimatschutzbewegung, ist im Vergleich zu den beiden zeitgleich errichteten Häusern Klingerstraße 2 und 4 aber schmuckreicher. Zwei der vier Achsen der über Klinkersockel verputzten Schaufront ragen risalitartig im Obergeschoss aus der Fassadenflucht, gehen in ein Zwerchhaus mit Dreiecksgiebel über. Jeweils seitlich daneben ist das zweite Obergeschoss als Mansarde ausgebildet. Das Gebäude ist saniert und weist bauzeitlichen Originalbestand der Ausstattung zumindest im Eingangsbereich und Treppenhaus auf, es besitzt einen baugeschichtlichen Wert. LfD/2019 | 08970328 |
| Weitere Bilder                          | Mietshaus (Einzeldenkmal der Sachgesamtheit – Obj. 08970466, Eisenbahnersiedlung Engelsdorf) | Klingerstraße 7 (Karte)                                    | 1911 (Mehrfamilienwohnhaus) | Putzfassade, Bestandteil einer Siedlung, Block I Haus 5, baugeschichtlich und sozialgeschichtlich von Bedeutung | 08970369 |
| Weitere Bilder                          | Mietshaus (Einzeldenkmal der Sachgesamtheit – Obj. 08970466, Eisenbahnersiedlung Engelsdorf) | Klingerstraße 8 (Karte)                                    | 1911 (Mehrfamilienwohnhaus) | Putzfassade mit Fachwerk-Erker, Fachwerk im Giebel, Bestandteil einer Siedlung, baugeschichtlich und sozialgeschichtlich von Bedeutung Für fünf Häuser im Block II wurden am 11. März 1911 Unterlagen durch Werkmeister Otto Jahn bei den Baubehörden eingereicht, Pläne zeichnete Architekt R. Füssel, die Ausführung sollte Baumeister Franz Wendt übernehmen. Bereits am 20. September des gleichen Jahres erfolgte die Schlussabnahme des von der Baugenossenschaft für Eisenbahnbedienstete in Leipzig-Engelsdorf GmbH finanzierten Wohnprojektes. Abgeschlossenheiten fallen ins Jahr 1998, die folgende Sanierung nebst weiterem Dachausbau begann im zweiten Halbjahr 2002. Das Mietshaus, im Brandkataster unter der Nummer 207 für Engelsdorf geführt, entstand in geschlossener Zeilenbebauung als Zweispänner, zweigeschossig und einem ausgebauten Dachgeschoss, zudem als Geschwisterhaus zur Nummer 10. Prägend ist das Sichtfachwerk im Zwerchhausgiebel, am Erker und im Dachbereich neben dem Giebel – dies auch im Unterschied zur rechtsseitigen Häusergruppe. Gleich sind die schmucklosen Putzflächen, ein aus rotem Klinkermauerwerk gefügter Sockel sowie ein mit Ziegeln gedecktes Gesims als Trennung zum Dachgeschoss, das de facto als Vollgeschoss anzusprechen ist. Die Eingangstür besitzt lediglich eine gefaste Putzrahmung. Das Gebäude der Engelsdorfer Eisenbahnersiedlung besitzt einen baugeschichtlichen Wert. LfD/2019 | 08970329 |
| Weitere Bilder                          | Mietshaus (Einzeldenkmal der Sachgesamtheit – Obj. 08970466, Eisenbahnersiedlung Engelsdorf) | Klingerstraße 9 (Karte)                                    | 1911 (Mehrfamilienwohnhaus) | Putzfassade mit Balkon, Bestandteil einer Siedlung, Block I Haus 7, baugeschichtlich und sozialgeschichtlich von Bedeutung | 08970368 |
| Weitere Bilder                          | Mietshaus (Einzeldenkmal der Sachgesamtheit – Obj. 08970466, Eisenbahnersiedlung Engelsdorf) | Klingerstraße 10 (Karte)                                   | 1911 (Mietshaus) | mit Laden, Putzfassade mit Fachwerk-Erker, Fachwerk-Giebel, Bestandteil einer Siedlung, baugeschichtlich und sozialgeschichtlich von Bedeutung Architekt Richard Füssel lieferte 1911 die Entwürfe für das als Haus 4 im Block II bezeichnete Wohnhaus, das als Geschwisterhaus mit Klingerstraße 8 anzusprechen ist. Der gravierende Unterschied ist die Einordnung eines Ladengeschäfts links neben der Hauseingangstür. Ansonsten ist eine weitgehende, spiegelbildliche Übereinstimmung festzuhalten. Ausführender für das im September 1911 zum Bezug frei gegebene Wohnhaus war der Baumeister Franz Wendt, der im Auftrag der Baugenossenschaft für Eisenbahnbedienstete in Leipzig-Engelsdorf GmbH agierte. Ins Jahr 1998 fallen die Klärung der Abgeschlossenheiten, in 2003 der Antrag auf Dachausbau. Sichtfachwerk im Zwerchhausgiebel, am Erker und im Dachbereich neben dem Giebel erscheint als das prägendste Gestaltungsmerkmal der Fassade. Das Gebäude ist ohne weitere Schmuckdekoration verputzt, besitzt einen roten Klinkersockel, eine Eingangstür mit einfachem Putzrahmen sowie ein mit Ziegeln gedecktes Gesims als Trennung zum Dachgeschoss. Erhalten sind der Ladenbereich und Teile der historischen Ausstattung. Der Mietwohnungsbau besitzt eine baugeschichtliche Bedeutung. LfD/2019 | 08970330 |
| Weitere Bilder                          | Mietshaus (Einzeldenkmal der Sachgesamtheit – Obj. 08970466, Eisenbahnersiedlung Engelsdorf) | Klingerstraße 11 (Karte)                                   | 1911 (Mehrfamilienwohnhaus) | Putzfassade, Bestandteil einer Siedlung, Block I Haus 9, baugeschichtlich und sozialgeschichtlich von Bedeutung | 08970367 |
| Weitere Bilder                          | Mietshaus (Einzeldenkmal der Sachgesamtheit – Obj. 08970466, Eisenbahnersiedlung Engelsdorf) | Klingerstraße 12 (Karte)                                   | 1911 (Mehrfamilienwohnhaus) | Putzfassade, Bestandteil einer Siedlung, baugeschichtlich und sozialgeschichtlich von Bedeutung | 08970332 |
| Weitere Bilder                          | Mietshaus (Einzeldenkmal der Sachgesamtheit – Obj. 08970466, Eisenbahnersiedlung Engelsdorf) | Klingerstraße 13 (Karte)                                   | 1911 (Mehrfamilienwohnhaus) | Putzfassade mit Erker, Bestandteil einer Siedlung, baugeschichtlich und sozialgeschichtlich von Bedeutung | 08970366 |
| Weitere Bilder                          | Mietshaus (Einzeldenkmal der Sachgesamtheit – Obj. 08970466, Eisenbahnersiedlung Engelsdorf) | Klingerstraße 14 (Karte)                                   | 1911 (Mehrfamilienwohnhaus) | Putzfassade, Bestandteil einer Siedlung, baugeschichtlich und sozialgeschichtlich von Bedeutung | 08970331 |
| Weitere Bilder                          | Mietshaus (Einzeldenkmal der Sachgesamtheit – Obj. 08970466, Eisenbahnersiedlung Engelsdorf) | Klingerstraße 15 (Karte)                                   | 1911–1912 (Mehrfamilienwohnhaus) | mit Laden, Putzfassade, Erker zum Klingerplatz, Bestandteil einer Siedlung, baugeschichtlich und sozialgeschichtlich von Bedeutung | 08970365 |
| Weitere Bilder                          | Mietshaus (Einzeldenkmal der Sachgesamtheit – Obj. 08970466, Eisenbahnersiedlung Engelsdorf) | Klingerstraße 16 (Karte)                                   | 1911 (Mehrfamilienwohnhaus) | Putzfassade, teilweise Fachwerk-Giebel, Bestandteil einer Siedlung, baugeschichtlich und sozialgeschichtlich von Bedeutung | 08970333 |
| Weitere Bilder                          | Mietshaus (Einzeldenkmal der Sachgesamtheit – Obj. 08970466, Eisenbahnersiedlung Engelsdorf) | Klingerstraße 17 (Karte)                                   | 1912–1914 (Mehrfamilienwohnhaus) | Putzfassade, Bestandteil einer Siedlung, baugeschichtlich und sozialgeschichtlich von Bedeutung Bezeichnet als Haus 1 entstand der Wohnbau an der Planstraße J zwischen November 1912 und Mai 2014, als eines von zehn zeitgleich beantragten Häusern. Bauherrin war die Baugenossenschaft für Eisenbahnbedienstete in Leipzig-Engelsdorf eGmbH, vertreten durch die Herren Schirmer, Jahn und Wucherer. Entwurf und Bauleitung oblagen dem Architekten und Baumeister Ernst Steinkopf, die Ausführung dem Baumeister Wilhelm Günther. Sanierung um das Jahr 2000. Der Dreigeschosser besitzt eine Putzfassade ohne schmückenden Stuckdekor, einen roten Klinkersockel und ebensolche Seitenfassungen der Eingangstür. Von Besonderheit ist, dass mit der rechten Gebäudekante die Bauflucht zurückspringt und die Häuser II bis VI der Plangruppe sowie das anschließende Eckhaus Klingerstraße 29, zur Harpstedter Straße gelegen, nun schmale vorgelagerte Rasenflächen zeigen. Verloren sind einige Putznutungen des Zugangsbereiches, das Zwerchhaus erheischt Aufsehen, die solide Ausstattung entspricht dem Durchschnitt im sozialen Wohnungsbau der Zeit. Das Haus besitzt einen baugeschichtlichen Wert. LfD/2019 | 08970358 |
| Weitere Bilder                          | Mietshaus (Einzeldenkmal der Sachgesamtheit – Obj. 08970466, Eisenbahnersiedlung Engelsdorf) | Klingerstraße 18 (Karte)                                   | bezeichnet 1911 (Mehrfamilienwohnhaus) | mit Laden, Putzfassade mit Erker, Bestandteil einer Siedlung, baugeschichtlich und sozialgeschichtlich von Bedeutung | 08970334 |
| Weitere Bilder                          | Mietshaus (Einzeldenkmal der Sachgesamtheit – Obj. 08970466, Eisenbahnersiedlung Engelsdorf) | Klingerstraße 19 (Karte)                                   | 1912–1914 (Mehrfamilienwohnhaus) | Putzfassade, Bestandteil einer Siedlung, baugeschichtlich und sozialgeschichtlich von Bedeutung | 08970357 |
| Weitere Bilder                          | Mietshaus (Einzeldenkmal der Sachgesamtheit – Obj. 08970466, Eisenbahnersiedlung Engelsdorf) | Klingerstraße 20 (Karte)                                   | 1911 (Mehrfamilienwohnhaus) | Putzfassade, Bestandteil einer Siedlung, baugeschichtlich und sozialgeschichtlich von Bedeutung Architekt Richard Füssel übernahm Bauleitung und Fertigung der Planunterlagen im Auftrag der Baugenossenschaft für Eisenbahnbedienstete in Leipzig-Engelsdorf als eingetragener Genossenschaft mit beschränkter Haftung. Am 17. Mai 1911 wurde die Genehmigung ausgereicht für das dreigeschossige Mietwohngebäude, das im Block II der Siedlung erbaut wurde, zum 25. Oktober erfolgte die Mitteilung, die Wohnungen seien bezugsfertig. Für die Bauherrenschaft waren die Herren Schirmer (Vorsitzender), Wucherer (Schriftführer) und Jahn (Bauleiter) zeichnungsbefugt, Füssel auch bauleitend verpflichtet und die Firma Lämmel & Wirth ausführend tätig. Pro Etage konnten zwei Wohnungen an Mieter vergeben werden, jeweils mit zwei Stuben, einer Kammer, einer Küche mit hofseitigem Austritt und im Treppenhaus gelegenen Privets, eine von allen Parteien nutzbare Waschküche war im Keller eingerichtet. Am Weihnachtstag des Jahres 1948 erging die Genehmigung zum Einbau einer Kleinstwohnung unterm Dach an die bauleitende Betriebsleitung des Reichsbahn-Ausbesserungswerkes Leipzig. Sanierung und kompletter Dachausbau fallen in den Zeitraum 1998/2002. Der Sockel besteht aus rustikal wirkendem Granitbruchstein-Ziegel-Mauerwerk, über die Tür ist ein kleines Vordach gefügt. Die Fassade ist schlecht, weil unpassend, verputzt. Unglücklich für das Erscheinungsbild sind die im Vergleich zur Bauzeichnung heute nicht mehr durchgezogenen Fenstersohlbänke, der Einbau grober Fenster, die Beseitigung eines turmaufsatzbekrönten Dachaufsatzes und die Putzvereinfachung der beiden Zwerchhäuser. Von Wert ist das Gebäude als Bestandteil der großartigen Gesamtanlage der Siedlung und der Lage gegenüber dem öffentlichen Schmuckplatz. Das Gebäude besitzt einen baugeschichtlichen Wert. LfD/2019 | 08970335 |
| Weitere Bilder                          | Mietshaus (Einzeldenkmal der Sachgesamtheit – Obj. 08970466, Eisenbahnersiedlung Engelsdorf) | Klingerstraße 21 (Karte)                                   | 1912–1913 (Mehrfamilienwohnhaus) | Putzfassade, Bestandteil einer Siedlung, baugeschichtlich und sozialgeschichtlich von Bedeutung | 08970356 |
| Weitere Bilder                          | Mietshaus (Einzeldenkmal der Sachgesamtheit – Obj. 08970466, Eisenbahnersiedlung Engelsdorf) | Klingerstraße 22 (Karte)                                   | 1912 (Mehrfamilienwohnhaus) | Putzfassade mit Balkons, Bestandteil einer Siedlung, baugeschichtlich und sozialgeschichtlich von Bedeutung | 08970336 |
| Weitere Bilder                          | Mietshaus (Einzeldenkmal der Sachgesamtheit – Obj. 08970466, Eisenbahnersiedlung Engelsdorf) | Klingerstraße 23 (Karte)                                   | 1912–1913 (Mehrfamilienwohnhaus) | Putzfassade, Bestandteil einer Siedlung, baugeschichtlich und sozialgeschichtlich von Bedeutung | 08970355 |
| Weitere Bilder                          | Teil eines Doppelmietshauses mit Nr. 26 (Einzeldenkmal der Sachgesamtheit – Obj. 08970466, Eisenbahnersiedlung Engelsdorf) | Klingerstraße 24 (Karte)                                   | 1912 (Mehrfamilienwohnhaus) | Putzfassade mit Eckbetonung, Bestandteil einer Siedlung, baugeschichtlich und sozialgeschichtlich von Bedeutung | 08970337 |
| Weitere Bilder                          | Mietshaus (Einzeldenkmal der Sachgesamtheit – Obj. 08970466, Eisenbahnersiedlung Engelsdorf) | Klingerstraße 25 (Karte)                                   | 1912–1913 (Mehrfamilienwohnhaus) | Putzfassade, Bestandteil einer Siedlung, baugeschichtlich und sozialgeschichtlich von Bedeutung | 08970354 |
| Weitere Bilder                          | Teil eines Doppelmietshauses mit Nr. 24 (Einzeldenkmal der Sachgesamtheit – Obj. 08970466, Eisenbahnersiedlung Engelsdorf) | Klingerstraße 26 (Karte)                                   | | | 09306959 |
| Weitere Bilder                          | Mietshaus (Einzeldenkmal der Sachgesamtheit – Obj. 08970466, Eisenbahnersiedlung Engelsdorf) | Klingerstraße 27 (Karte)                                   | 1912–1913 (Mehrfamilienwohnhaus) | Putzfassade, Bestandteil einer Siedlung, baugeschichtlich und sozialgeschichtlich von Bedeutung | 08970353 |
| Weitere Bilder                          | Mietshaus (Einzeldenkmal der Sachgesamtheit – Obj. 08970466, Eisenbahnersiedlung Engelsdorf) | Klingerstraße 28 (Karte)                                   | 1913–1914 (Mehrfamilienwohnhaus) | mit Laden, Putzfassade, Bestandteil einer Siedlung, baugeschichtlich und sozialgeschichtlich von Bedeutung Die Herren E. Lehnert, E. Schraps und O. Jahn unterzeichneten das Baugesuch der „Baustelle 2“, das für insgesamt zehn Wohnhäuser am 20. Dezember 1913 gestellt wurde. Sie vertraten rechtlich die Baugenossenschaft für Eisenbahnbedienstete in Leipzig-Engelsdorf als eingetragene Genossenschaft mit beschränkter Haftung. Baumeister und Architekt Ernst Steinkopf aus der Gohliser Elsbethstraße 7 stand für Entwurf und Statik unter Vertrag, das Liebertwolkwitzer Baugeschäft von Richard Grunert hinsichtlich der Ausführung. Ende April wurde – zeitgleich mit Haus Nummer 8 – Antrag auf Ausschachtungsbeginn gestellt, am 12. Dezember das Gesuch zur Schlussabnahme. In den Jahren 2006/2007 erfolgte ein umfänglicher Dachausbau. Prägend ist für das komplett verputzte und ziegelgedeckte Gebäude vor allem ein Dachhausgiebel, der erst über bzw. hinter der Traufe steht und ein Drillingsfenster besitzt. Gliedernde Funktion besitzen zwei durchlaufende Sohlbankgesimse und die Kopplung von jeweils drei Fenstern in der linksseitigen Fassadenzone durch Putzstrukturen unterhalb des Giebelaufbaus. Der Sockel besteht straßenseitig vorwiegend aus sichtbarem Granitsteinmauerwerk. Hintergrund für die komplette Mosaikpflasterung der schmalen Fläche vor dem Haus ist der noch heute vorhandene Laden im Erdgeschoss, eine einfache Rahmung besitzt die Eingangstür. Zwei Wohnungen standen bauzeitlich zur Anmietung in beiden oberen Etagen zur Verfügung, eine Mieteinheit mit integriertem Geschäftsbereich im Parterre. Das Gebäude besitzt einen baugeschichtlichen Wert. LfD/2019 | 08970338 |
| Weitere Bilder                          | Mietshaus (Einzeldenkmal der Sachgesamtheit – Obj. 08970466, Eisenbahnersiedlung Engelsdorf) | Klingerstraße 29 (Karte)                                   | 1912 (Mehrfamilienwohnhaus) | Putzfassade, Bestandteil einer Siedlung, baugeschichtlich und sozialgeschichtlich von Bedeutung An einem recht aufgeweiteten Kreuzungsbereich entstand in markanter Ecklage ein Wohnhaus im Jahr 1912 nach Entwürfen des Architekten Ernst Steinkopf aus Leipzig-Gohlis, der 1929 auch Pläne für eine Notwohnung im Dachgeschoss lieferte (nicht ausgeführt). Für die Bauherrenschaft, die Baugenossenschaft für Eisenbahnbedienstete in Leipzig-Engelsdorf GmbH unterzeichneten die Herren Schirmer, Jahn und Wucherer. Zum 5. Februar 1913 wurde die Ingebrauchnahme des von Hermann Bär ausgeführten Eckgebäudes, bauzeitlich als Haus 8 bezeichnet, zur heutigen Harpstedter Straße gestattet. Drei Wohnungen gelangten in einer jeden der drei Vollgeschosse zur Einrichtung, davon zwei mit Privets im Treppenhaus und eine Wohnung mit innenliegendem Abort. An beiden Schaufronten des Hauses ist ein Vorgarten angelegt (als Rasenfläche mit niedrigem Bord). Die Putzfassade ist hell gehalten, mit drei schwach vorstehenden erkerähnlichen Vorkragungen und gliederndem oder schmückendem Dekor. Irritierend erscheint der aus der Fassadenflucht vorstehende, komplett verputzte Sockel. Dem Verdikt der Sparsamkeit ist auch die Rahmung des Hauseingangs geschuldet, die Ausstattung solide und praktisch, jedoch von guter handwerklicher Qualität. Wirksam im Straßenraum des Platzes ist der Giebel des hohen Satteldaches. Das Gebäude ist saniert und besitzt einen baugeschichtlichen Wert. LfD/2019 | 08970352 |
| Weitere Bilder                          | Mietshaus (Einzeldenkmal der Sachgesamtheit – Obj. 08970466, Eisenbahnersiedlung Engelsdorf) | Klingerstraße 30 (Karte)                                   | 1913–1915 (Mehrfamilienwohnhaus) | Putzfassade, Bestandteil einer Siedlung, baugeschichtlich und sozialgeschichtlich von Bedeutung | 08970339 |
| Weitere Bilder                          | Mietshaus (Einzeldenkmal der Sachgesamtheit – Obj. 08970466, Eisenbahnersiedlung Engelsdorf) | Klingerstraße 32 (Karte)                                   | 1913–1915 (Mehrfamilienwohnhaus) | Putzfassade, Bestandteil einer Siedlung, baugeschichtlich und sozialgeschichtlich von Bedeutung Gemeinsam mit neun weiteren nach Plänen von Architekt und Baumeister Ernst Steinkopf zu errichtenden Wohngebäuden entstand das Haus Nummer IV nach Ausreichung der Baugenehmigung am 25. März 1914. Für die Unternehmerseite unterzeichneten die Herren Lehnert, Schraps und Jahn in Vertretung der Baugenossenschaft für die Eisenbahnbediensteten in Leipzig-Engelsdorf eGmbH. Das Bau-Revisions-Protokoll datiert vom 5. Januar 1915, die Ingebrauchnahme wurde zehn Tage später genehmigt. Das heute sanierte Haus entstand im Gegensatz zum Planungsentwurf in etwas vereinfachten Formen mit recht einfachem Eingangsportal, hellem Verputz über sichtbarem Bruchsteinsockel. Beide Obergeschosse besitzen durchgezogene Sohlbankgesimse. Pro Etage konnten Wohnungen mit Flur, Stube, zwei Kammern und einer Küche mit hofseitigem Austritt abgemietet werden, unterm Dach gelangte ein Bad zur Einrichtung, die Waschküche im Keller. Freundlich setzen sich das mit roten Ziegeln gedeckte Dach und die dem Haus vorgelagerte Rasenfläche ab. Original überkommen ist die Pflasterung des Zugangsweges ebenso wie Teile der bauzeitlichen Ausstattung, das Gebäude ist baugeschichtlich von Bedeutung. LfD/2019 | 08970340 |
| Weitere Bilder                          | Mietshaus (Einzeldenkmal der Sachgesamtheit – Obj. 08970466, Eisenbahnersiedlung Engelsdorf) | Klingerstraße 34 (Karte)                                   | 1913–1915 (Mehrfamilienwohnhaus) | Putzfassade, Bestandteil einer Siedlung, baugeschichtlich und sozialgeschichtlich von Bedeutung Die Herren Lehner, Schraps und Jahn unterzeichneten in Vollmacht der Baugenossenschaft für Eisenbahnbedienstete in Leipzig-Engelsdorf eGmbH einen Bauantrag für die Errichtung von zehn Wohnhäusern, wozu auch Klingerstraße 34 gehörte. Für das als Haus V bezeichnete, von dem bauleitenden Architekten und Baumeister Ernst Steinkopf aus Leipzig-Gohlis 1913 entworfene Gebäude wurde am 25. März 1914 Genehmigung erteilt und zehn Monate später fertig gestellt. Ins Jahr 1998 fallen die Abgeschlossenheiten, in 2005 Antrag und Genehmigung für einen Dachgeschossausbau. Das Gebäude besitzt eine Rasenfläche als Abstandsgrün, ist verputzt und zeigt einen auf den ersten Blick symmetrischen Fassadenaufbau. Deutlich zeigt das dreigeschossige Wohnhaus – ein klassischer Zweispänner – die Gestaltungsauffassung der Reformstilarchitektur, zudem Anklänge an den Heimatstil (hier vor allem der sichtbare Zyklopenmauerwerksockel). In beiden Obergeschossen sind die Fenstersohlbänke als Gesims durchgezogen, drei mittlere Fensterachsen sind gekuppelt und finden in einem Dachhaus ihre Weiterführung. Das Haus ist saniert, ihm wohnt ein baugeschichtlicher Wert inne. LfD/2019 | 08970341 |
| Weitere Bilder                          | Mietshaus (Einzeldenkmal der Sachgesamtheit – Obj. 08970466, Eisenbahnersiedlung Engelsdorf) | Klingerstraße 36 (Karte)                                   | 1912–1913 (Mehrfamilienwohnhaus) | Putzfassade, Bestandteil einer Siedlung, baugeschichtlich und sozialgeschichtlich von Bedeutung Über den Plänen steht “Haus IX” einer Baugruppe, die 1912 von Architekt Ernst Steinkopf für die Baugenossenschaft der Eisenbahnbediensteten in Leipzig-Engelsdorf eGmbH entworfen wurde. Zunächst zeigen die Grundrisse zwei Wohnungen pro Etage mit AWC. Tekturen, einen Monat nach Antragstellung eingereicht, bringen den Wunsch nach einer dritten Mieteinheit begründet zum Ausdruck: “Da wir vornehmlich für die niedrigst Besoldeten der Königlichen Sächsischen Staatseisenbahnen die Wohnungen beschaffen müssen, so können wir dies mit der Bauart besser erreichen, weil diese Wohnungen bedeutend billiger sind und daher solche kleinen Wohnungen schneller als große vermietet werden”. Zum 5. Februar 1913 erfolgte die Gestattung der Ingebrauchnahme. Balkonanbauten zum Innenhof stammen von 1998, Sanierungsarbeiten des mittlerweile privatisierten Gebäudes aus den Jahren 2005/2006. Nur wenige Mauerschichten in roter Farbe zeigt der sichtbelassene Sockel, zurückhaltende Fassadengliederung die Putzflächen. Einen Akzent setzt ein nur schwach vorstehender erkerähnlicher Vorbau am linken Rand der Fassade und die Rahmung der Haustür mit halbrundem Oberlicht. Malerisch wirken die polygonalen Dachhäuschen auf der ziegelgedeckten Dachhaut. Dem Haus ist eine Rasenfläche vorgelagert, es setzt den Architekturgedanken des Nachbarhauses Nummer 38, ein Eckbau an der Harpstedter Straße, sozusagen fort. Beide Gebäude sind in Summe zu betrachten. Ein baugeschichtlicher Wert ist festgestellt. LfD/2019 | 08970342 |
| Weitere Bilder                          | Mietshaus (Einzeldenkmal der Sachgesamtheit – Obj. 08970466, Eisenbahnersiedlung Engelsdorf) | Klingerstraße 38 (Karte)                                   | 1912–1913 (Mehrfamilienwohnhaus) | Putzfassade mit zwei Erkern, Bestandteil einer Siedlung, durch Ecklage städtebaulicher Akzent, baugeschichtlich und sozialgeschichtlich von Bedeutung In Ecksituation zur heutigen Harpstedter Straße entstand das Haus als Nummer X zwischen Juni 1912 und Februar des Folgejahres. Architekt Ernst Steinkopf aus Leipzig-Gohlis stand unter Vertrag der Eisenbahnerbaugenossenschaft. Sanierung und Dachausbau fallen in die Jahre 1999/2000. Steinkopf, der auch die Bauleitung übernommen hatte, sah für ein jedes Geschoss drei Wohnungen mit Privets übers Treppenhaus vor, unterm Dach lediglich Bodenkammern, den geforderten Trockenboden und hier auch ein Bad für die Mieterschaft. Ganz dem Reformstilgedanken der Zeit verpflichtet zeigt sich die helle Putzfassade mit jeglichem Verzicht auf Stuckdekor oder figürliche Darstellungen aus Beton-Kunststein. Zwei Kastenerker und ein mächtiges Zwerchhaus prägen die Schaufront, die mit einfachen Putzstrukturen und schmalen Gesimsen aufwartet. Der recht breiten Fassadenlinie an der Harpstedter Straße scheint spiegelbildlich die Fassade der Klinkerstraße 36 zu antworten. Recht unscheinbar nimmt sich die Hauseingangstür mit Rahmung aus, fallen stärker ins Auge das Grün der vorgelagerten Rasenfläche, ein niedriger Klinkersockel, das mit Ziegeln gedeckte Dach. Das städtebaulich wirksame Eckgebäude besitzt zudem einen baugeschichtlichen Wert. LfD/2019 | 08970343 |
| Direkt Bild zu diesem Denkmal hochladen | Mietshäuser (Einzeldenkmal der Sachgesamtheit – Obj. 08970466, Eisenbahnersiedlung Engelsdorf) | Reichsbahnerstraße 7; 9; 11 (Karte)                        | 1928–1929 (Mehrfamilienwohnhaus) | Putzfassade mit Treppenhaus-Risalite, Bestandteil einer Siedlung, Teil der geschlossenen Bebauung am Klingerplatz, baugeschichtlich und sozialgeschichtlich bedeutsam Jeweils als „massives Fronthaus am Klingerplatz“ wurden die drei Gebäude der kleinen Gruppe am 30. Mai 1928 beantragt und Ende September des Folgejahres der Schlussprüfung unterzogen. Baumeister und Architekt Ernst Steinkopf übernahm Entwurf, Bauleitung, Statik und Wilhelm Günther die Ausführung im Auftrag der eingetragenen Baugenossenschaft für Eisenbahnbedienstete in Leipzig-Engelsdorf. Die Ziegelbauten besitzen Putzfassaden im Stil des Art déco mit geputztem Sohlbankgesims im mittleren Geschoss, profilierten Fensterrahmungen, ein gezogenes Traufgesims und ziegelgedeckte Dächer. Aus der Front und über die Traufe hinaus ragen jeweils Mittelrisalite, hinter denen sich die mit großen Fenstern belichteten Treppenhäuser befinden. Hier sind die Fensterrahmungen ein klein wenig aufwändiger ausgebildet und zeigen Reliefs, die Haustüreingänge 7/9 sind gleichfalls mit Putzstrukturen hervorgehoben, Nummer 11 mit Sichtklinkerrahmung. Einfache Ausstattungen, wie im sozialen Wohnungsbau der Zeit typisch, zeigt das Innere, pro Etage eingerichtet waren zwei Wohnungen mit zwei um einen Vorsaal gruppierten Stuben, zwei Kammern, Küche nebst Austritt, Bad und Wasserspülabort. Für Haus Nummer 11 wurden im Herbst 1945 Wiederinstandsetzungsarbeiten genehmigt, für die Häuser 7 und 9 denkmalschutzrechtliche Sanierungsgenehmigungen im Jahr 2000 ausgereicht. Die Sanierung der gesamten Häusergruppe fiel jedoch erst in die Jahre 2008 bis 2010. Einen Schauwert besitzen auch die rückwärtigen Fronten mit den eingefügten Loggien. Es ist ein baugeschichtlicher Wert festzustellen. LfD/2018, 2019 | 08970362 |
| Direkt Bild zu diesem Denkmal hochladen | Mietshaus, ehemals Verwaltungsgebäude (Einzeldenkmal der Sachgesamtheit – Obj. 08970466, Eisenbahnersiedlung Engelsdorf) | Reichsbahnerstraße 13 (Karte)                              | 1928–1932 (Mehrfamilienwohnhaus) | Putzfassade mit Klinkerelementen, ehemals Verwaltungsbau der Baugenossenschaft für die Eisenbahnbediensteten in Leipzig-Engelsdorf E.G.M.B.H. (gegr. 1909), baugeschichtlich und sozialgeschichtlich bedeutsam Als viergeschossiges Eckgebäude entstand gegenüber einem öffentlichen Schmuckplatz ein Wohnhaus mit jeweils drei Wohnungen in den oberen Geschossen, Laden und Geschäftsräumen einer Baugenossenschaft im Parterre zwischen 1928 und 1932. Bauherr war im eigenen Interesse die Baugenossenschaft für Eisenbahnbedienstete in Leipzig-Engelsdorf eGmbH. Entwurf und Statik lieferte der Baumeister und Architekt Ernst Steinkopf. Die längere Bau- bzw. Planungsphase ist dadurch zu erklären, dass behördlicherseits zunächst auf der für den gesamten Platz anzuwendenden dreigeschossigen Bauweise bestanden wurde, später eine Hängepartie bei der Finanzierung wegen Darlehensversagung anstand. Letztlich konnte am 7. Mai 1932 die Schlussprüfung ins Protokoll genommen werden. Sehr sparsam nimmt sich die Hauptfront zum Klingerplatz aus, etwas aufwendiger mit Vorbau, Kastenerker und Zwerchhausgiebel die Seitenfront zur heutigen Dr.-Margarete-Blank-Straße. Ausgeriebener Putz ist vorherrschend, daneben sind sichtbar Sichtklinkermauerwerk in der Erdgeschosszone und dem Anbau für den Bürozugang sowie gezogene Putzbänder als Stockgesimse oder durchgezogene Sohlbankgesimse. Erwähnenswert sind die ebenfalls aufwendiger strukturierte Hoffront, der gefasste rückwärtige Hauseingang, ein seitlicher Vorgarten nebst geschnittener Hecke und eiserne Fenstergitter im Stil der Art déco vor den Geschäftsräumen der Genossenschaftsverwaltung. Über der zum Schmuckplatz gerichteten Fensterzone der Verwaltungsräume konnte im Rahmen der Sanierung auch der durch erhabene Buchstaben gebildete Schriftzug restauriert werden. Außerordentlich zu bedauern ist die Verstellung der architektonisch von besonderer Raffinesse geprägten Hoffront durch große Balkonanlagen, einzig der Treppenhausrisalit mit Fenstern im Stil des Neuen Bauens vermag sich noch gut darzustellen. Seltener Wohn- und Verwaltungsbau mit baugeschichtlicher Bedeutung. LfD/2018, 2019 | 08970361 |
|                                         | Autobahnbrücke über die A 14 sowie ehemalige Auffahrt in Richtung Halle/Saale | Riesaer Straße (Karte)                                     | 1935–1936 (Autobahnbrücke) | technikgeschichtlich und verkehrsgeschichtlich von herausragender Bedeutung als eines der wenigen weitgehend original erhaltenen Brückenbauwerke der Reichsautobahnen, Seltenheitswert, auch aufgrund der besonderen Gestaltung als »Torbauwerk« und als Endpunkt der Autobahn Halle-Leipzig vor dem Zweiten Weltkrieg | 09304647 |
| Direkt Bild zu diesem Denkmal hochladen | Mietshaus (bauliche Einheit mit Nr. 126) in halboffener Bebauung und in Ecklage | Riesaer Straße 124 (Karte)                                 | 1909–1911 (Mietshaus) | alte Ortslage Sommerfeld, Putzfassade, zeittypischer Bau mit originaler Haustür, baugeschichtlich von Bedeutung In den Jahren 1909/1910 kam das Geschwisterwohnhaus zur Ausführung für Paul Linke. Zunächst wurden Pläne von Architekt Richard Sachse vorgelegt, 1910 dann neue Pläne des ausführenden Architekten Ernst Riedel. Später erfolgten nochmalige Änderungen durch den neuen Bauherren, den Baumeister und Architekten Richard Müller, der auch statische Berechnungen beisteuerte. Am 5. September 1911 fand die Schlussrevision statt. Nummer 124 wirkt als markanter Eckbau mit Aufsatz weit in den Straßenraum der Chausseestraße, beide Häuser sind verputzt, besaßen einen Sichtklinkersockel, leichte Fassadenvorsprünge und eine bewegte ziegelgedeckte Dachlandschaft. Das Eckgebäude, geplant mit jeweils drei Wohnungen in den oberen Etagen, zunächst auch ohne Dachwohnung aber mit zwei Einheiten im Parterre, davon eine mit anhängendem Laden. Haus Nummer 126 besitzt eine 1947/1948 eingefügte Dachwohnung. Wenig Dekor schmückt die beiden aufeinander abgestimmten Reformstilhäuser. Weitgehend erhalten – auch nach der 1999 beantragten Sanierung und dem Balkonanbau 2008 – ist die Ausstattung. Baugeschichtliche Relevanz als einziges Geschwisterwohnhaus der Reformstilzeit auf Sommerfelder Flur, weitgehend original erhalten. LfD/2015 | 08970254 |
| Direkt Bild zu diesem Denkmal hochladen | Mietshaus (bauliche Einheit mit Nr. 127) in halboffener Bebauung | Riesaer Straße 125 (Karte)                                 | 1904–1905 (Mietshaus) | alte Ortslage Sommerfeld, Putzfassade, Walmdach mit Zwerchhäusern, bildet zusammen mit Haus Nummer 127 ansprechendes Jugendstilensemble, baugeschichtlich von Bedeutung In die Jahre 1904/1905 fällt die Unternehmung, ein Wohnhaus an der Straße nach Leipzig zu errichten, als Bauherr fungierte Wilhelm Zetsche. Hinsichtlich Ausführung und Bauleitung sind die Namen Arno Zschau und Paul Gebel aktenkundig, für die Entwürfe Architekt und Baumeister O. Born. 1910 begehrte Gastwirt Robert Weise die Errichtung eines Waschhauses nebst Rollengebäude sowie 1913 den Einbau einer Wohnung im Dachgeschoss. Dieses Vorhaben gelangte nicht zur Umsetzung, erfuhr im Sommer 1918 einen neuerlichen Anlauf. Im März 1920 gestattete die Behörde eine Dachgeschosswohnung auf die Dauer von zehn Jahren. Ein Umbau des Erdgeschosses erfolgte im Jahr 2011 nach Zeichnung von Architekt Gerd Rochlitzer. Gemeinsam mit dem Nachbarhaus Nummer 127 ist der dreigeschossige Ziegelbau komplett verputzt und besitzt mit erhaltenen Fensterrahmungen Gliederungselemente aus Kunststein, verloren sind die beiden am Nachbarhaus noch erhaltenen Jugendstil-Stuckreliefs. Vereinfachungen in der Putzstruktur, der einheitliche Farbüberzug der Fassade, die straßenseitige Sockelverkleidung sowie die groben Kunststofffenster beeinträchtigen die Wirkung des Jugendstilgebäudes. Straßenbildcharakterisierendes (Doppel-)Mietshaus aus der Zeit des Jugendstils mit baugeschichtlichem Wert. LfD/2015, 2017 | 08970255 |
| Direkt Bild zu diesem Denkmal hochladen | Mietshaus (bauliche Einheit mit Nr. 124) in halboffener Bebauung | Riesaer Straße 126 (Karte)                                 | 1909–1910 (Mietshaus) | alte Ortslage Sommerfeld, Putzfassade, typischer Bau aus der Zeit um 1915/1920 mit leichter Putzgliederung, baugeschichtlich von Bedeutung In den Jahren 1909/1910 kam das Geschwisterwohnhaus (heute 124 und 126) zur Ausführung für Paul Linke. Zunächst wurden Pläne von Architekt Richard Sachse vorgelegt, 1910 dann neue Pläne des ausführenden Architekten Ernst Riedel. Später erfolgten nochmalige Änderungen durch den neuen Bauherren, den Baumeister und Architekten Richard Müller, der auch statische Berechnungen beisteuerte. Am 5. September 1911 fand die Schlussrevision statt. Nummer 124 wirkt als markanter Eckbau mit Aufsatz weit in den Straßenraum der Chausseestraße, beide Häuser sind verputzt, besaßen einen Sichtklinkersockel, leichte Fassadenvorsprünge und eine bewegte ziegelgedeckte Dachlandschaft. Das Eckgebäude, geplant mit jeweils drei Wohnungen in den oberen Etagen, zunächst auch ohne Dachwohnung aber mit zwei Einheiten im Parterre, davon eine mit anhängendem Laden. Haus Nummer 126 besitzt eine 1947/1948 eingefügte Dachwohnung. Wenig Dekor schmückt die beiden aufeinander abgestimmten Reformstilhäuser. Weitgehend erhalten – auch nach der 1999 beantragten Sanierung und dem Balkonanbau 2008 – ist die Ausstattung. Baugeschichtliche Relevanz als einziges Geschwisterwohnhaus der Reformstilzeit auf Sommerfelder Flur, weitgehend original erhalten. LfD/2015 | 08970253 |
| Direkt Bild zu diesem Denkmal hochladen | Mietshaus (bauliche Einheit mit Nr. 125) in halboffener Bebauung | Riesaer Straße 127 (Karte)                                 | bezeichnet 1903 (Mietshaus) | alte Ortslage Sommerfeld, Putzfassade, Walmdach, schöner Stuck in Formen des Jugendstiles als Fensterbekrönungen, baugeschichtlich von Bedeutung | 08970256 |
| Direkt Bild zu diesem Denkmal hochladen | Mietshaus in offener Bebauung und in Ecklage, mit Hintergebäude und ein Torpfeiler | Riesaer Straße 143 (Karte)                                 | um 1900 (Mietshaus) | alte Ortslage Sommerfeld, Putz-Klinker-Fassade mit Fachwerkelementen, repräsentatives Gebäude in markanter Lage, baugeschichtlich von Bedeutung Wohl um 1908 wurde in Ecklage das dreigeschossige Wohnhaus mit Geschäftszone im Parterre auf dem damaligen Grundstück 82 der Sommerfelder Flur erbaut. Die erhaltenen Unterlagen der Baubehörden setzen erst 1935 mit dem Antrag auf Einbau einer Abschwemmung und Wasserspülaborten ein. Sie berichten auch vom Ausbau der Konsum-Lebensmittelverkaufsstelle Nummer 122 Engelsdorf im Jahr 1968. Ein Ausbau des Dachgeschosses zu Wohnzwecken fällt in die Jahre 1998/1999. Ebenerdig prägt noch heute eine großzügige Ladenfront das Haus, der ehemals mittige Geschäftseingang ist an die rechte Eckkante der sechsachsigen Hauptschauseite an der Hauptstraße verlegt, der Anbau links stammt aus DDR-Zeiten. Rechts folgt ein leichter Achsenknick dem Straßenverlauf – denn hier mündet die Straße Arnoldplatz ein – und ist eine zweiachsige Fassade ohne Ladenzone angebaut. Beide Obergeschosse zeigen eine Verblendung gelber Klinkersteine, recht einfache Fensterrahmungen aus Kunststein sowie zwei in Sichtfachwerk ausgebildete Zwerchhäuser. Die Giebelseiten sind mit gelben Klinkern und Putzflächen gestaltet, die Hoffront komplett mit gelben Klinkern und am Hauptzugang hat sich ein bekrönter Pfeiler der Einfahrt erhalten. Mit dem Nachbargrundstück in der Seitenstraße, heute Arnoldplatz 1, bricht die drei- auf zweigeschossige Bauweise ab. Das städtebaulich wirksam in Erscheinung tretende Wohn- und Geschäftshaus in Ecklage besitzt einen baugeschichtlichen Wert. LfD/2019 | 08970250 |
| Weitere Bilder                          | Wohnhaus in offener Bebauung und in Ecklage | Riesaer Straße 154 (Karte)                                 | um 1895 (Wohnhaus) | alte Ortslage Sommerfeld, mit Ladeneinbau, Putzfassade mit Walmdach und mit Sandsteinsohlbänken, in städtebaulich wichtiger Lage Das zweigeschossige Wohngebäude ist um 1880 erbaut worden, gleichzeitig ein rückwärtiger Stall. An dieses Nebengebäude erfolgte 1905/1906 der Anbau eines Eishauses für den Fleischermeister Karl Saro, womit die Bauakte für das an der Ecke zur damaligen Bahnhofstraße befindliche Grundstück einsetzt. Architekt und Baumeister Paul Kaldrack übernahm 1930/1931 Entwurf und Bauleitung für einen Ladeneinbau im Auftrag des Futtermittelhändlers Curt Rosenhahn. Im Jahr 1946 befand sich auf dem in erstklassiger Geschäftslage situierten Grundstück eine Getreide- und Futtermittelhandlung von Margarete Pötzsch und 1984 ist aktenkundig der Umbau der Getränkeverkaufsstelle des Konsum Leipzig, Filialbereich Engelsdorf. Das denkmalgeschützte Wohnhaus ist verputzt über sichtbarem Bruchstein-Klinker-Sockel, besitzt eine profilierte Traufzone und Fenstersohlbänke aus Sandstein. Mit Ziegeln ist das Walmdach gedeckt, der Hauseingang mit 11/2019 noch originaler Tür befindet sich auf der Hofseite. Hauptschauseite ist die Front zur heutigen Sternenstraße mit einem schwach vortretenden zweiachsigen Mittelrisalit. Abschluss der letzten, 2015 beantragten und nicht besonders überzeugenden Sanierungsarbeiten im Jahr 2019. Das im Straßenraum wirksame Wohn- und Gewerbegrundstück ist baugeschichtlich von Interesse. LfD/2019 | 08970247 |
| Direkt Bild zu diesem Denkmal hochladen | Pavillon im Garten, ehemalige Kolonnade eines Gasthofes | Riesaer Straße 155 (Karte)                                 | 1908 (Gartenpavillon) | alte Ortslage Sommerfeld, Holzkonstruktion, baugeschichtlich von Bedeutung, Seltenheitswert Am 24. Juni 1896 kam die Genehmigung für ein neues Wohnhaus und Restaurationsgebäude behördlich zur Ausreichung, beauftragte Gastwirt Ernst Teichmann den Baufachmann M. Somieski mit der Umsetzung der Pläne und Robert Brähne mit den statischen Berechnungen. 1902 ist Robert Weise als Restaurantbesitzer genannt, der 1905 einen Stall, 1908 eine Kolonnade und 1926 mit Plänen von Architekt Georg Schumann einen rückwärtigen Anbau zur Erweiterung des Gastzimmers errichten lässt. Bereits vor 1896 war auf dem Gutsgrundstück der Ausschank behördlich gestattet. Das Vorgängerwohnhaus hatte Flurstücksbesitzer Friedrich Ferdinand Zschocher erst 1863 bis 1864 durch Zimmermeister Sperling erbauen lassen, 1876 der Nachfolger Ernst Teichmann ein Waschhaus sowie 1882 einen Anbau zur „Schänkstubenvergrößerung“. Heute verrät am sanierten Gebäude nichts mehr an die Nutzung als Gastwirtschaft, einzig die fünfstufige Podesttreppe könnte einen Hinweis geben. Die Putzfassade ist gegliedert durch ein Stockgesims, Fensterverdachungen und Sohlbänke auf Konsolen im Obergeschoss. Eine Mittenbetonung des zweigeschossigen Hauses bringt der mit einem giebelabschließenden Zwerchhaus versehene Mittelrisalit, als besonders störend erweist sich die neuere Hauseingangstür. Dennoch prägt das Haus die Ausfallstraße im Einklang mit anderen Gebäuden der Jahrhundertwende, wissen die Ortschronisten von der gewerblichen Nutzung des Grundstücks zu berichten. LfD/2016, 2017 | 08970246 |
| Weitere Bilder                          | Einfriedung eines Grundstückes | Riesaer Straße 164 (Karte)                                 | 1906–1907 (Einfriedung) | alte Ortslage Sommerfeld, historistische Einfriedung aus Schmiedeeisen, ortsbildprägend von Bedeutung Auf einem Eckgrundstück zum heutigen Wiesenweg entstand 1906–1907 ein Landhaus im Auftrag des Rentiers Friedrich Gustav Winter (ehemals Leipziger Straße 72). Bauleitung und Ausführung übernahm das Baugeschäft M. Somieski, ebenfalls in Sommerfeld ansässig. Heute zeigt sich das Eckwohngebäude in stark verändertem Zustand. Zeitgleich mit dem vom ausklingenden, späten Jugendstil geprägten Landhaus gelangte ein Nebengebäude zur Ausführung, mit Waschküche, Schuppen und zwei Holzställen. Die denkmalgeschützte Einfriedung trägt Kennzeichen der Ortsentwicklung in der Zeit des Historismus und Jugendstils, sie ist Bestandteil der historischen Umgestaltung der Sommerfelder Ortsflur an der wichtigen Staatsstraße Richtung Wurzen. Über verputztem Sockelfuß steht eine schmiedeeiserne Einfriedung im Stil des Historismus. Baugeschichtlicher Wert. LfD/2019 | 08970187 |
| Weitere Bilder                          | Villa mit Einfriedung und Gartenpavillon | Riesaer Straße 167 (Karte)                                 | um 1895 (Villa) | alte Ortslage Sommerfeld, historisierende Putzfassade, Walmdach, gut erhaltenes historistisches Gebäude, baugeschichtlich von Bedeutung Wirkungsvoll erhebt sich der um 1890 errichtete zweigeschossige Villenbau mit breitem vorgelagerten Gartenbereich zum Straßenraum. Initiatorin für kleinere Veränderungen im Haus 1904 sowie den Einbau einer Abortanlage war Frau Direktor Lina Barth. Hierfür wurde das Baugeschäft von M. Somieski aus Sommerfeld tätig, die Akteure aus der Erbauungszeit sind nicht bekannt. Arbeiten am Haus zur Wiederinstandsetzung, Sanierung und kleinere Umbauten wurden 1969 sowie 1974 beantragt. Die über hohem Natursteinsockel verputzte Fassade besitzt sechs Achsen, wobei die beiden mittleren einem recht weit vorstehenden Risalit zugehören. Gesimse und Fensterrahmungen sind gestalterische Elemente zur Gliederung des verputzten Hauses, für den Anspruch von Bauherr und Architekt zeugt zudem die Traufzone mit historistischen Stuckkonsolen und Kymation. Zur eleganten Wirkung des Grundstücks tragen die erhaltene bauzeitliche Einfriedung, die gepflasterte Einfahrt sowie die Gartenlandschaft bei. Überdurchschnittlicher Villenbau mit baukünstlerischem und baugeschichtlichem Wert. LfD/2016, 2017 | 08970190 |
| Direkt Bild zu diesem Denkmal hochladen | Mietvilla mit Einfriedung | Riesaer Straße 169 (Karte)                                 | 1904 (Mietvilla) | alte Ortslage Sommerfeld, Putzfassade, sehr stattliches Gebäude mit historistischen Stilelementen, baugeschichtlich von Bedeutung | 08970189 |
| Weitere Bilder                          | Schule | Riesaer Straße 177 (Karte)                                 | 1892 (Schule) | alte Ortslage Sommerfeld, historisierender Putzbau mit Walmdach, Bau von sozialhistorischer Bedeutung – 1892 als Grundschule erbaut, von 1964 bis 1992 als Hilfsschule, 1997 als Förderschule betrieben; 1992–1995: Erweiterungsbau und umfangreiche Rekonstruktion | 08970186 |
| Direkt Bild zu diesem Denkmal hochladen | Einfriedung eines Grundstückes | Riesaer Straße 213 (Karte)                                 | um 1900 (Einfriedung) | alte Ortslage Sommerfeld, Bruchsteinsockel, Pfeiler mit Sandsteinabdeckung und Kugelbekrönung, repräsentative, das Straßenbild rahmende Einfriedung, ursprünglich gehörig zum Pfarrgrundstück Arnoldplatz 28, ortsbildprägend von Bedeutung | 08970201 |
| Direkt Bild zu diesem Denkmal hochladen | Villa | Riesaer Straße 214 (Karte)                                 | 1927–1928 (Villa) | alte Ortslage Sommerfeld, Gebäude mit Putzfassade und Walmdach, singulärer Bau vom Ende der 1920er Jahre mit auffälliger Fassadengestaltung, baugeschichtlich von Bedeutung Gärtnereibesitzer und Handelsgärtner Paul Kunstmann beauftragte den Architekten Max Schumann 1927 mit der Erbauung eines Wohnhauses, das im Folgejahr bezogen werden konnte. Garagenbauten auf dem Grundstück wurden 1946 und 1947 von Baumeister Karl Baum geplant. Der kompakte, mit Vorgarten und Teilen der erhaltenen Einfriedung von der Straße zurückgesetzte Baukörper wird mit seiner Putzfassade insbesondere durch kannelierte Pilaster gefasst und besitzt ein mit Ziegeln gedecktes Walmdach. Besonderer architektonischer Wert wurde auf die Ausbildung der (rückwärtigen) Südseite gelegt, um einen reizvollen Übergang vom Haus in den Garten zu schaffen, der von einer eindrucksvollen Rotbuche beherrscht wird. Teile der Ausstattung des Gebäudes sind erhalten, die neu eingebauten Fenster der letzten Sanierungsphase hingegen recht unpassend. Das am Ortsausgang in Richtung Panitzsch liegende Haus besitzt einen baukünstlerischen und baugeschichtlichen Wert, dokumentiert die Verstädterung des Dorfes Sommerfeld. LfD/2016, 2017 | 08970463 |
| Weitere Bilder                          | Mietvilla mit Einfriedung | Sabinenstraße 5 (Karte)                                    | 1902 (Mietvilla), 1902 (Einfriedung) | alte Ortslage Sommerfeld, Gebäude mit historisierender Putzfassade und Walmdach, stattliche Villa mit schmiedeeiserner Einfriedung, in städtebaulich markanter Lage, baugeschichtlich von Bedeutung Auf einem recht großzügig scheinenden Eckgrundstück zur heutigen Riesaer Straße entstand 1902 ein Wohnhaus sowie ein Pferdestall- und Waschhausgebäude für den Gemeindevorstand Friedrich Gottsching in Sommerfeld. Mit der Ausführung des zweigeschossigen Gebäudes war das Geschäft des Baugewerkers M. Somieski betraut. Nach dem Einbau einer Heizung 1991 wurde im Herbst 1993 Baufreigabe für den Ausbau des Dachgeschosses erteilt. Die Villa wirkt einem Edelstein vergleichbar hinter tiefen Vorgärten und umgeben von der weitgehend original erhaltenen Einfriedung, mit heller Putzfassade und dunklem Ziegeldach. Der höhere Sockel besitzt eine strenge Quaderung und historische Kellerfenstergitter, auf der Hofseite ist gelbes Klinkermauerwerk mit Eckquaderung in Verputz zu finden. Weit steht der in einem großen Zwerchhaus mündende Mittelrisalit an der zur Riesaer Straße weisenden Schaufront vor. Ecklisenen mit Quaderung fassen die vertikalen Kanten, üppiger Dekor im Übergang vom Historismus zum Jugendstil schmückt den kompakten Bau malerisch an drei Fassaden. Ohne Schmuck zeigt sich die Rückfront, wo sich Hauseingang und Treppenhaus befinden. Ins Dach gefügt ist ein viereckiger Austritt mit historischem Gitter. Erhalten sind Details der Ausstattung, zudem Pfeiler und Sockel der aus gelben Klinkern gefügten Einfriedung zur Nachbarschaft an der Riesaer Straße, als Wermutstropfen erscheint die großflächige neue Pflasterung des Hofbereiches. Der qualitätvolle Eckbau ist städtebaulich dominant, er besitzt einen baugeschichtlichen Wert. LfD/2019 | 08970182 |
| Weitere Bilder                          | Zwei Mietshäuser in offener Bebauung, mit Einfriedungsmauer sowie Vorgarten | Sternenstraße 12; 14 (Karte)                               | 1930–1931 (Mietshaus) | alte Ortslage Sommerfeld, Gebäude mit Putz-Klinker-Fassade, mit originalen Details erhaltene Mietshausgruppe, Dokumente des sozialen Wohnungsbaus in Engelsdorf, baugeschichtlich und ortsentwicklungsgeschichtlich von Bedeutung In den Jahren 1930 und 1931 entstanden die beiden Mietshäuser in der ehemaligen Bahnhofstraße (Nummer 66 und 66a) zur dringend notwendigen Linderung der Wohnungsnot im Ort. Auftraggeber war der Engelsdorfer Gemeinderat, entwerfender Architekt Ernst Riedel. Unter dessen Bauleitung auch die Ausführung der dreigeschossigen, verputzten Ziegelbauten durch die Firma Wilhelm Günther, als Gliederungselemente sind dunkle Klinkersteine verwendet worden. Aufwändiger als die Straßenfassade zeigt sich die Hofseite mit den Treppenhausrisaliten, Haustürrahmungen mit über Eck gestellten Klinkersteinen und einer Stahlbetonplatte als Vordach über dem Eingang. Weitgehend original erhalten die Ausstattung: Haustüren mit geschliffenen Scheiben, Treppenhäuser mit Farbigkeit sowie sämtliche Innentüren. Es entstanden Kleinstwohnungen mit Wohnküche und jeweils nur einer oder zwei Kammern. Offene Bauweise, vorgelagerte Wiesenflächen, Klinkermauern und hofseitige Grünbereiche zeigen das Bemühen um eine einfühlsame Einordnung in das Erweiterungsgebiet. LfD/2006 | 08970204 |
| Weitere Bilder                          | Mietshaus (mit drei Eingängen) | Sternenstraße 18; 20; 22 (Karte)                           | bezeichnet 1938 (Mietshaus), 1938 (Vorgarten) | alte Ortslage Sommerfeld, zeittypische Putzfassade mit Sgraffito, erbaut als Eisenbahner-Wohnhaus, charakteristischer Bau der späten 1930er Jahre, baugeschichtlich und ortsentwicklungsgeschichtlich von Bedeutung Im Mai 1937 wurde der Bauantrag für vier Wohnhäuser eingereicht, zeitgleich fanden Gespräche statt, die geplante geschlossene Bauweise in eine Gruppenbauweise zu ändern. 1929 bis 1930 war das Haus der heutigen Sternenstraße 26 fertig gestellt, im Februar 1938 dessen angrenzendes Geschwisterhaus der damaligen Bahnhofstraße 24. Für die Mietshausgruppe mit drei straßenseitig eingeordneten Zugängen geriet die Genehmigung erst Mitte Dezember 1937 zur Ausreichung, die Gestattung der Ingebrauchnahme im Juli 1938. Für November 1937 waren 12,9 Prozent aller Haushaltungen in Engelsdorf auf der Suche nach einer eigenen Wohnung, gesamt in Zahl waren dies 308 Familien. Darunter befand sich eine große Anzahl an Reichbahnbediensteten. Mattheis und Siegel unterzeichneten für die Kleinwohnungs- und Eigenheim-Baugenossenschaft eGmbH Engelsdorf mit Sitz in Leipzig-Connewitz den Antrag, Pläne steuerte der Leipziger Architekt und Baumeister Hans Hennig bei. Pro Etage konnten zwei Wohnungen mit Diele, Wohnzimmer, Schlafzimmer, Wohnküche und WC gemietet werden. Über Sichtklinkersockel war die Fassade geputzt und leicht farbig gefasst, der Giebel sollte eine besondere Putzarbeit bekommen, die Fenster eine Umrahmung aus Edelputzmasse sowie im Erdgeschoss Klappläden (in Fortführung der ähnlichen Gestaltung von Nummer 26/28). Im Keller eines jeden Hauses war ein Gemeinschaftsbad eingerichtet. Die vorgelagerte Fläche war als Rasenfläche angelegt mit schmaler Betoneinfassung. Solide Sanierung des Drillingshauses vor 2008. Für das Gebäude des sozialen Wohnungsbaus der 1930er Jahre ist ein baugeschichtlicher Wert festzustellen. LfD/2017, 2019 | 08970206 |
| Weitere Bilder                          | Mietshaus in halboffener Bebauung (bauliche Einheit mit Nr. 26), mit Vorgarten | Sternenstraße 24 (Karte)                                   | 1937–1938 (Mietshaus), 1938 (Nebenanlage) | alte Ortslage Sommerfeld, Putzfassade, baugeschichtlich und ortsentwicklungsgeschichtlich von Bedeutung Lange stand das Gebäude Sternenstraße 26 ohne Pendant in offener Bebauung (errichtet 1929/1930) bevor 1937 ein neuerlicher Anlauf mit Unterstützung der Gemeindeverwaltung unternommen wurde, weiteren Wohnraumbedarf in Engelsdorf zu decken. Vorgesehen waren insgesamt vier Gebäude, das hier besprochene sollte neun Wohnungen erhalten. Die Gemeinde stellte das Bauland günstig zur Verfügung, die Deutsche Reichsbahn – die in unmittelbarer Nähe mit Güterladebahnhof und Reparaturwerkstätten der größte Arbeitgeber der Gemeinde war – vermittelte überwiegend die Finanzierung. Als Bauherr trat die Kleinwohnungs- und Eigenheim-Baugenossenschaft eGmbH Engelsdorf auf, die Pläne des bis August 1938 schlüsselfertig errichteten Hauses Nummer 24 unterzeichneten die Herren Mattheis und Siegel. Entwurf, Statik und Oberbauleitung war Architekt Hans Hennig übertragen. Vorgeschrieben waren ein Anschluss ohne Absatz an das Nachbarhaus, die einheitliche Dacheindeckung mit dunkelroten unglasierten Dachsteinen (Biberschwänzen), die in gleicher Höhe anzubringende Dachrinne, Struktur und Farbe des Außenputzes sowie die Farbe der Fensterumrahmungen, Fensterläden, Dachrinnen und Abfallrohre. Gleiches trifft für den Vorgarten zu, der als Grünfläche anzulegen war, mit schmaler Betoneinfassung und einer 60 cm hohen, lebenden Hecke einzufassen. Extra hingewiesen wurde, dass diese „dauernd gepflegt und in gutem Schnitt gehalten werden muß“. Von (Kosten-)Vorteil für den Mietshausbau war die bauplanmäßige Bahnhofstraße, die bereits mit allen Versorgungsleitungen versehen war (Bebauungsplan Sommerfeld-Südost). Im Ergebnis erscheinen die beiden Häuser 24 und 26 beinahe als Doppelmietshaus und erst bei genauerer Betrachtung fallen geringfügige Unterschiede auf, der Hauseingang liegt jeweils rückwärtig. Vorgarten war vorgeschrieben. Baugeschichtlicher und ortsentwicklungsgeschichtlicher Wert. LfD/2017, 2019 | 08970202 |
| Weitere Bilder                          | Mietshaus in halboffener Bebauung (bauliche Einheit mit Nr. 24), mit Vorgarten | Sternenstraße 26 (Karte)                                   | 1929–1930 (Mietshaus) | alte Ortslage Sommerfeld, Putzfassade, baugeschichtlich und ortsentwicklungsgeschichtlich von Bedeutung Am 4. Juni 1929 stellte die Gemeinde Engelsdorf den Bauantrag für die Errichtung einer Fünf-Häuser-Gruppe. Zeitgleich eingereichte Pläne tragen den Vermerk „ungültig“, überarbeitete Entwürfe des bauleitenden Architekten Ernst Riedel aus Leipzig-Schleußig wurden (nach nochmaligen Änderungen) durch das Baugeschäft von Wilhelm Günther bis Februar 1930 ausgeführt. Das Haus Bahnhofstraße 76 (später 68, heute Sternenstraße 26) war als Anfang einer Häusergruppe gedacht, entstand auf dem Gelände zwischen alter Ortslage Sommerfeld und den Gleisen der Eisenbahn. Hinter der verputzten Fassade des unter der Bezeichnung Kleinwohnungsbau geführten Vorhabens waren pro Etage zwei Wohnungen mit drei und vier Zimmern entstanden. Ein Stufengiebel an der Schmalseite, etwas zurückgesetzte Fensterbänder in den oberen Etagen, über Eck geführte Gesimse, die mit Klappläden im Erdgeschoss versehenen Fenster und die Rahmung der rückwärtig eingeordneten Haustür zeigen eine dezente Formulierung der Stilistik des Art déco. Das Gebäude ist saniert, Wegepflaster und der Vorgartenbereich sind erhalten. Baugeschichtlicher Wert. LfD/2017, 2019 | 08970203 |
| Direkt Bild zu diesem Denkmal hochladen | Mietshäuser (Einzeldenkmal der Sachgesamtheit – Obj. 08970466, Eisenbahnersiedlung Engelsdorf) | Wasserturmstraße 1; 3; 5; 7; 9; 11; 13; 15; 17; 19 (Karte) | 1920–1922, Nummer 1-7 (Mehrfamilienwohnhaus), 1920–1923, Nummer 9-11 (Mehrfamilienwohnhaus), 1923, Nummer 13 (Mehrfamilienwohnhaus), 1923–1926, Nummer 15, 17, 19 (Mehrfamilienwohnhaus) | Putzfassade, mit Durchgang, Bestandteil einer Siedlung, baugeschichtlich und sozialgeschichtlich von Bedeutung | 08970346 |
| Direkt Bild zu diesem Denkmal hochladen | Mietshäuser (Einzeldenkmal der Sachgesamtheit – Obj. 08970466, Eisenbahnersiedlung Engelsdorf) | Wasserturmstraße 21; 23; 25; 27; 29; 31; 33; 35 (Karte)    | 1918–1920 (Mehrfamilienwohnhaus) | Putzfassade, mit Durchgang, Bestandteil einer Siedlung, Nummer 35 in Ecklage Harpstedter Straße, baugeschichtlich und sozialgeschichtlich von Bedeutung | 08970345 |
| Weitere Bilder                          | Sachgesamtheit Reichsbahnausbesserungswerk (RAW) »Einheit« Leipzig-Engelsdorf | Werkstättenstraße 4; 6; 8 (Karte)                          | 1905–1963 (Bahnbetriebsanlage) | relativ guter Erhaltungszustand der Gesamtanlage eines Reichsbahnausbesserungswerkes, die Hallen repräsentieren den Entwicklungsstand des Industriebaus um die Jahrhundertwende nach 1900, bemerkenswerter Wasserturm von 1954 mit backsteinexpressionistischer Fassade noch in Funktion, eine der relativ großen Anlage dieser Art in Deutschland von verkehrs- und technikgeschichtlicher Bedeutung; mit folgenden Einzeldenkmalen: mehrere Hallenbauten, Gebäude und Anlage eines ausgedehnten Werkskomplexes eines ehemaligen Reichsbahnausbesserungswerkes (siehe Einzeldenkmaldokument – Obj. 08970467, Werkstättenstraße 4), früheres Sozialgebäude des RAW (siehe Einzeldenkmaldokument – Obj. 08970704, Werkstättenstraße 6) und weiteres Sozialgebäude (siehe Einzeldenkmaldokument – Obj. 08970705, Werkstättenstraße 8) weiterhin mit folgenden Sachgesamtheitsteilen: weitere Werksbauten, Reste der Einfriedung des Werksgeländes und Gedenkstein zum 25-jährigen Firmenjubiläum | 09305402 |
| Weitere Bilder                          | Einzeldenkmale der Sachgesamtheit Reichsbahnausbesserungswerk (RAW) »Einheit« Leipzig-Engelsdorf (westlicher Teil am Lokrichtschuppen zu Paunsdorf gehörend) – (siehe auch Sachgesamtheitsdokument – Obj. 09305402, Werkstättenstraße 4, 6, 8) | Werkstättenstraße 4 (Karte)                                | 1905 (Verwaltung, Geb. 64), 1948–1949 (Sozialgebäude, Geb. 25, 25a), 1918 (Kessel- und Maschinenhaus), 1920 (Pumpenbau II, Geb. 47), 1920 (Pumpenbau I, Geb. 46, 46a)                    | relativ guter Erhaltungszustand der Gesamtanlage eines Reichsbahnausbesserungswerkes, die Hallen repräsentieren den Entwicklungsstand des Industriebaus um die Jahrhundertwende nach 1900, bemerkenswerter Wasserturm von 1954 mit backsteinexpressionistischer Fassade noch in Funktion, eine der relativ großen Anlage dieser Art in Deutschland, von verkehrshistorischer und technikgeschichtlicher Bedeutung (westlicher Teil zu Paunsdorf gehörend): - frühere Lokrichthalle mit innenliegender Schiebebühne und angebautem Lok-Anheizschuppen (Geb. 28 und 28f) und vorhandener Krananlage - vor der Westseite der Lokrichthalle außenliegende Schiebebühnen - frühere Kesselschmiede (Geb. 23) - frühere Rohrschmiede (Geb. 23a) - ehemaliger Pumpenbau I (Geb. 46 und 46a) - ehemaliger Pumpenbau II (Geb. 47) - früheres Lagergebäude und späteres Verwaltungsgebäude (Geb. 64) - Lagergebäude (Geb. 70) - Kesselhaus (Geb. 1 mit Anbauten 1a, 1b und 1d) - ehemaliges TA-Gebäude mit zugehörigem Goldfischteich (Geb. 115, 115a, 115c) - Denkmal für die Gefallenen (vermutlich 1. Weltkrieg) - Sozialgebäude-Speisesaal (Geb. 25 und 25a) - Alte Schmiede-Federschmiede mit noch vorhandener Ausstattung (Geb. 8a, 8b, 8c, 8d, 8f, 8 g) - Wasserturm (Geb. 2) - ehemalige Wagenhalle (Geb. 9a) | 08970467 |
| Weitere Bilder                          | Einzeldenkmal o. g. Sachgesamtheit: Sozialgebäude eines ehemaligen Reichsbahnausbesserungswerkes (RAW), jetzt Ärztehaus (siehe auch Sachgesamtheitsdokument – Obj. 09305402, Werkstättenstraße 4-8)                                            | Werkstättenstraße 6 (Karte)                                | 1950er Jahre (Sozialgebäude) | Klinkerbau mit Mittelbetonung und schlichter Lisenengliederung, architektonisch anspruchsvoll gestalteter Baukörper, baugeschichtlich und ortsgeschichtlich von Bedeutung | 08970704 |
| Weitere Bilder                          | Einzeldenkmal o. g. Sachgesamtheit: Sozialgebäude, zum früheren Reichsbahnausbesserungswerk (RAW) gehörend (siehe auch Sachgesamtheitsdokument – Obj. 09305402, Werkstättenstraße 4-8)                                                         | Werkstättenstraße 8 (Karte)                                | 1950er Jahre (Sozialgebäude) | Klinkergebäude, baugeschichtlich und ortsgeschichtlich von Bedeutung | 08970705 |